# Seuso-kincs

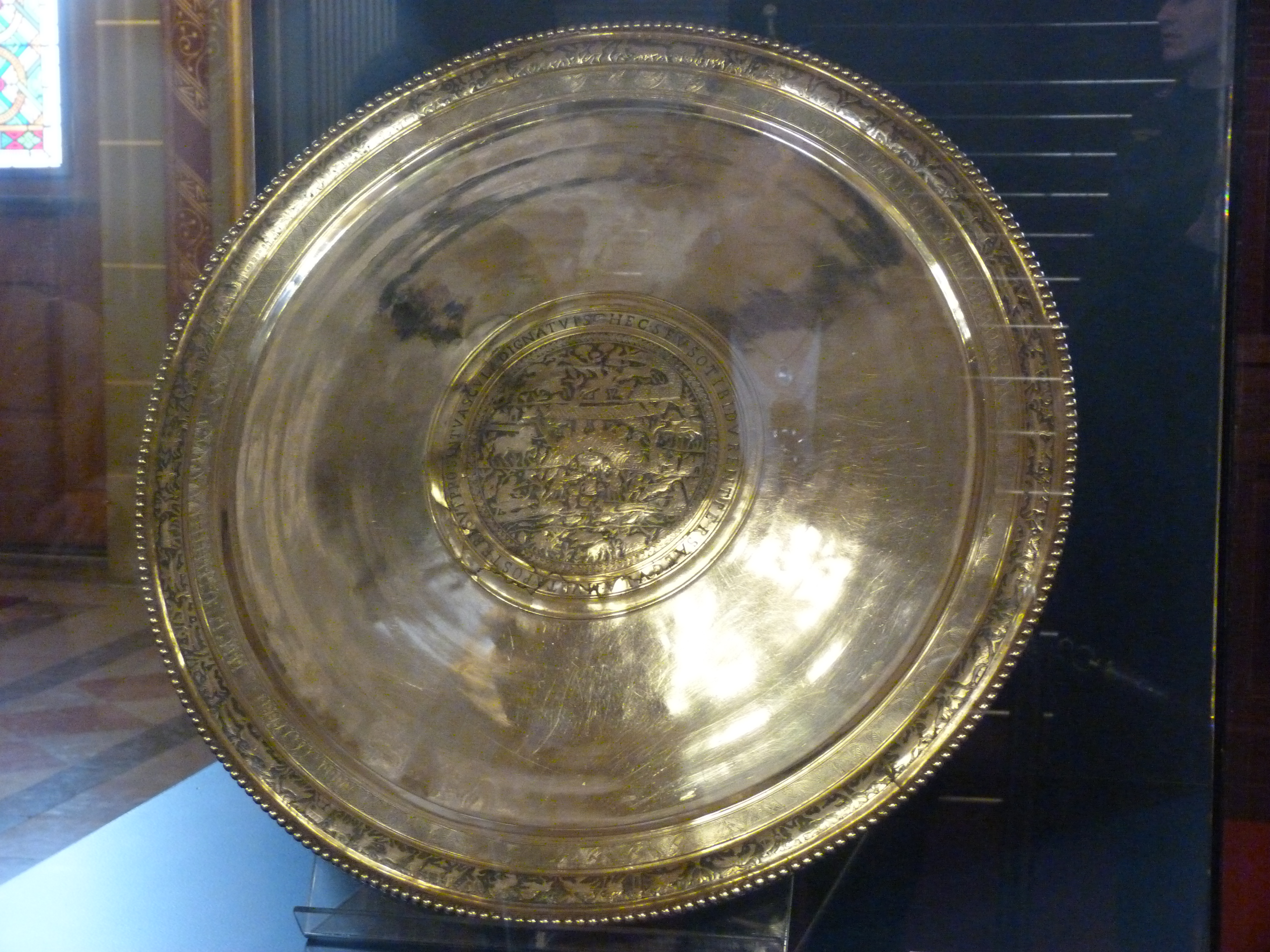
A 705 milliméter széles és 8873 gramm súlyú ezüst, öntött, niellóberakással és aranyozással díszített vadásztál, a kincs névadó darabja az országházi kiállításon

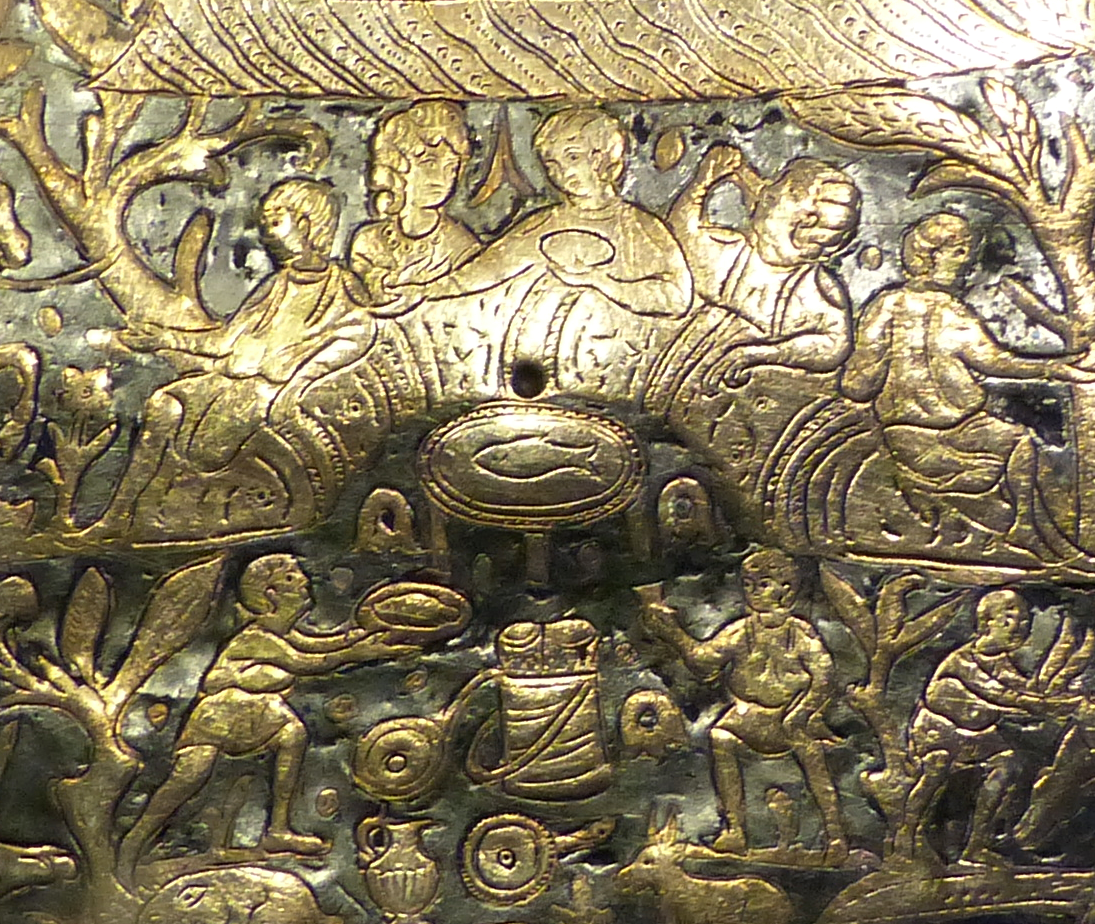
Lakomázók alakjai a Seuso-kincs névadó darabján, a vadásztálon

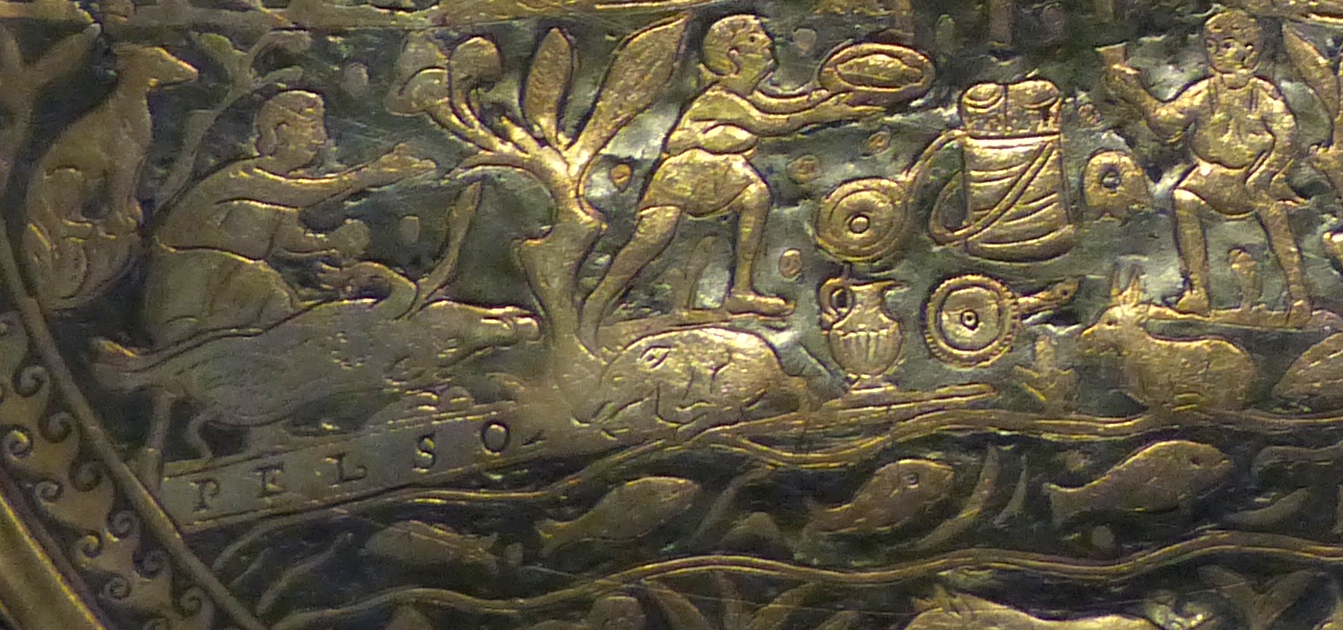
„Pelso” (azaz Balaton) felirat a vadásztálon

A Seuso-kincs a 350 és 450 közötti Római Birodalom Pannonia Valeria nevű dunamelléki provinciájából származó díszes ezüst lakomakészlet (kancsók, tálak, kézmosókészlet, illatszeres doboz) összefoglaló neve. A gondosan elrejtett, páratlan történeti információkat is hordozó régészeti lelet az 1970-es évek közepén került elő Székesfehérvár térségében, Polgárdi és Kőszárhegy környékéről. A kincslelet nevét a tálalókészlet egyik darabjának, egy aranyozott ezüsttál latin nyelvű verses feliratában megnevezett tulajdonosáról, Seusóról kapta, aki egy gazdag hadúr, tartományi főtisztviselő volt. A Seuso személynév eredetéről az egyik vélekedés a római névkutatás elismert szaktekintélyének Mócsy Andrásnak egy tanulmányából származik, amely szerint az a pannoniai kelta őslakosság névadásából eredeztethető, nem latin személynév. A felirat érdekessége, hogy a szöveg kezdete és vége közé koszorúval keretezett korai keresztény jelképet, egy Krisztus-monogramot véstek, ami a kincs eredetének időpontjára utaló jelkép és a pontos kormeghatározást segítheti. Dr. Nagy Mihály és dr. Tóth Endre, a Magyar Nemzeti Múzeum munkatársai szerint a Krisztus-monogramot az i. sz. 4. század előtt nem véshették fel a tálra, mivel az csak I. Constantinus római császár uralkodása (i. sz. 306–337) alatt keletkezett. Szilágyi János György művészettörténész lokalizálta a lelet feltételezhető előtalálásának helyét, amikor felfedezte, hogy a tál vésetei között szerepel a Pelso felirat, ami latinul a Balaton elnevezése.

A latin körfelirat: 
 HEC SEVSO TIBI DVRENT PER SAECVLA MVLTA 

POSTERIS VT PROSINT VASCVLA DIGNA TVIS 

Magyar fordítása (Nagy Árpád Miklós): 
 Maradjanak meg neked sok évszázadon át ezek az edények, Seuso, 
 és utódaidnak is méltón a hasznára váljanak 
A kincs művészi és anyagi értékét tekintve is, a ma ismert és fennmaradt, ezüstből készített ötvösművészeti tárgyak között a legértékesebbnek számít a késő római császárkorból. A tizennégy ismert darab összsúlya kb. 68,5 kg (a „polgárdi ezüstállvány” elnevezésű kinccsel együtt 88,5 kg).
A leletek többsége mitológiai alakok és történetek (Achilles, Meleagros, Hippolytos) domborműves ábrázolásaival díszített edény. A kincs legjellegzetesebb darabja a vadásztál, amelynek a domborművén lakomázó rómaiak előtt az asztalon hal van feltálalva, két rabszolga ételt és italt kínál nekik, más alakok vadászaton elejtett állatokat dolgoznak fel. A kincsek mérete, az ezüstedények díszítésének művészi kvalitása, egyedisége és a nemesfém mennyisége miatt is értéke felbecsülhetetlen.
A leletet valószínűleg 1976-ban találta meg Sümegh József, akinek 1980-as rejtélyes halála után az ezüsttárgyaknak nyomuk veszett. Bécs és London után 1990-ben New Yorkban tűnt fel a kincs, ezután hosszú pereskedés következett a leletek eredetének bizonyítására. Mivel a tárgyak tulajdonjoga így bizonytalanná vált, a kincset nem lehetett eladni, illetve megvenni. 2014-ben a magyar állam 15 millió eurót (kb. 4,5 milliárd magyar forintot), majd 2017-ben 8,6 milliárd forint kompenzációs díjat fizetett a kincsek őrzési jogáért, ezzel a Seuso-kincs összes ismert darabja Magyarországra került.

## Története

### Történelmi háttere
A Seuso-kincs Magyarországra kerülése után a kutatók feladata a kincslelettel kapcsolatos tudományos összefüggéseket vizsgálva, a kincs feltételezett létrejötte időszakának és elrejtésének időpontját meghatározni, és a késő római császárkor emlékeit elemezni, kifejezetten a pannoniai vonatkozásaiban. Szerintük a kincs keletkezése a késő negyedik, illetve a korai ötödik századra datálható. Az akkor még Illyricumnak nevezett területet, Pannoniát hosszú és véres harcok után, Augustus és Tiberius római császár uralkodása alatt foglalták el a Római Birodalom légiói. Hivatalos okmányban csak később, először Vespasianus uralkodása alatt, 71-ben jelent meg a Pannonia elnevezés.

Pannonia provincia határmódosításai az 1–4. században
Pannonia provincia az 1. században
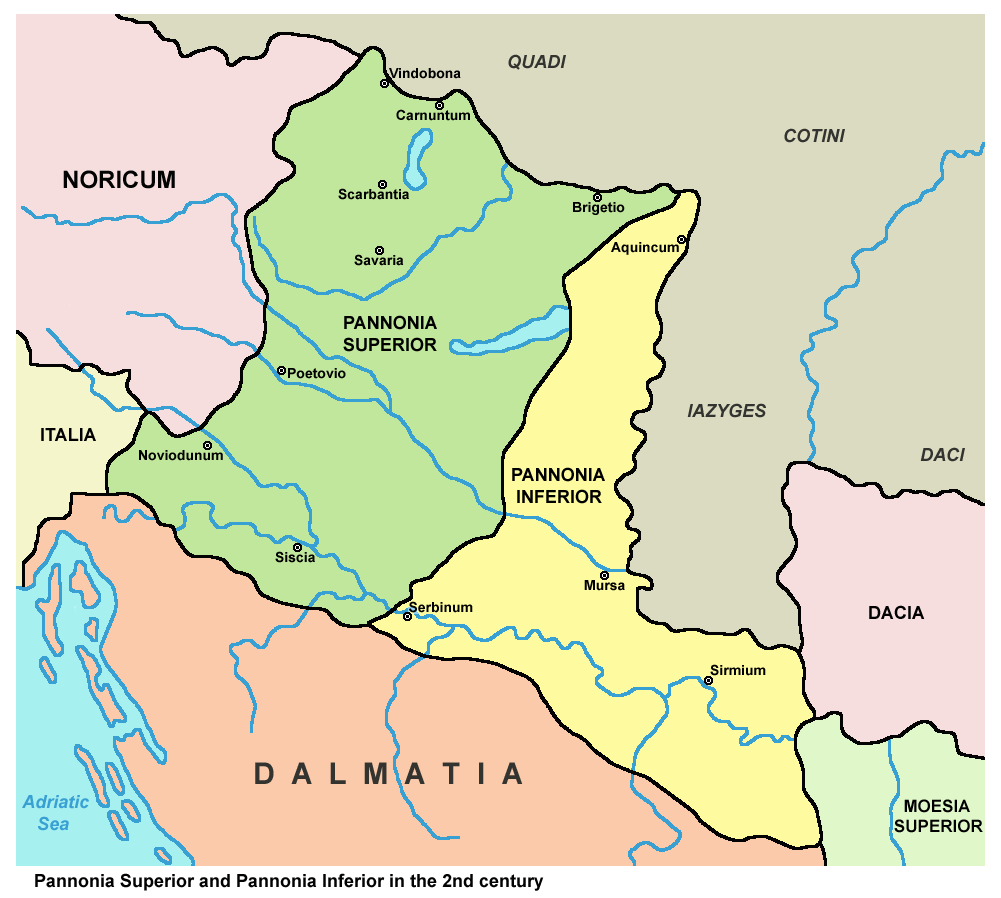
Pannonia területe a 2. században. Traianus uralkodása alatt, 106-ban létrehozták Pannonia Inferior (Alsó-Pannonia) és Pannonia Superior (Felső-Pannonia) provinciát
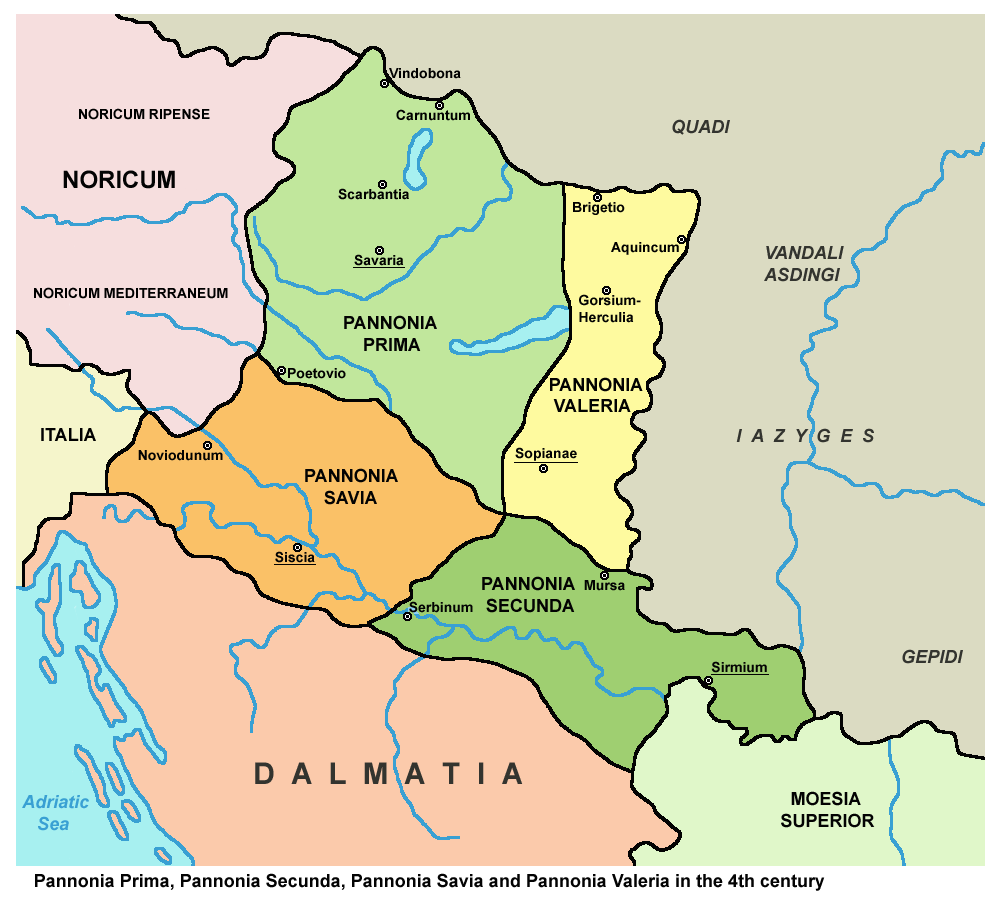
Pannonia a 4. században. Ekkorra a Székesfehérvár elődének tekintett Gorsium egész Pannonia leggazdagabb településévé vált. E város térségéből származik a leletegyüttes
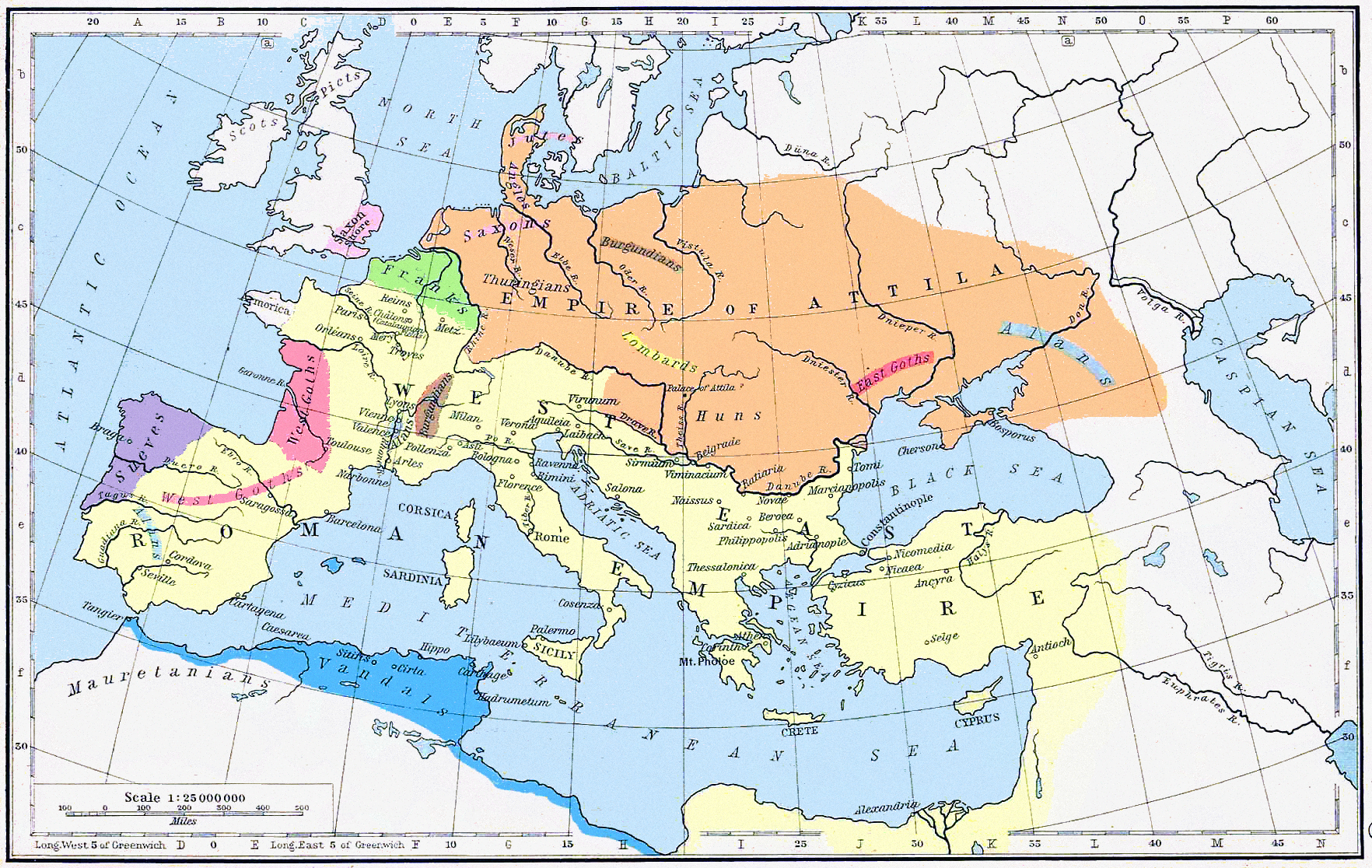
Európa az 5. században: Róma és a Hun Birodalom

Traianus császár idején, 106-ban a tartományt kétfelé osztották. Pannonia Inferior (Alsó-Pannónia) székhelye Aquincum lett, míg Pannonia Superior (Felső-Pannonia) székhelye a mai Alsó-Ausztriában fekvő Carnuntum maradt. Pannonia Valeria provinciát 296-ban alapították. Főbb városai Sopianae, Gorsium, Brigetio és Aquincum voltak. Az antik forrásokban és irodalmi alkotásokban Pannonia tartományát és lakóit negatívan festették le, a vidéket pedig zordnak és kellemetlennek, lakóit egyszerűnek tartották, de a jelentőségét Itália és a Római Birodalom védelmében elismerték.

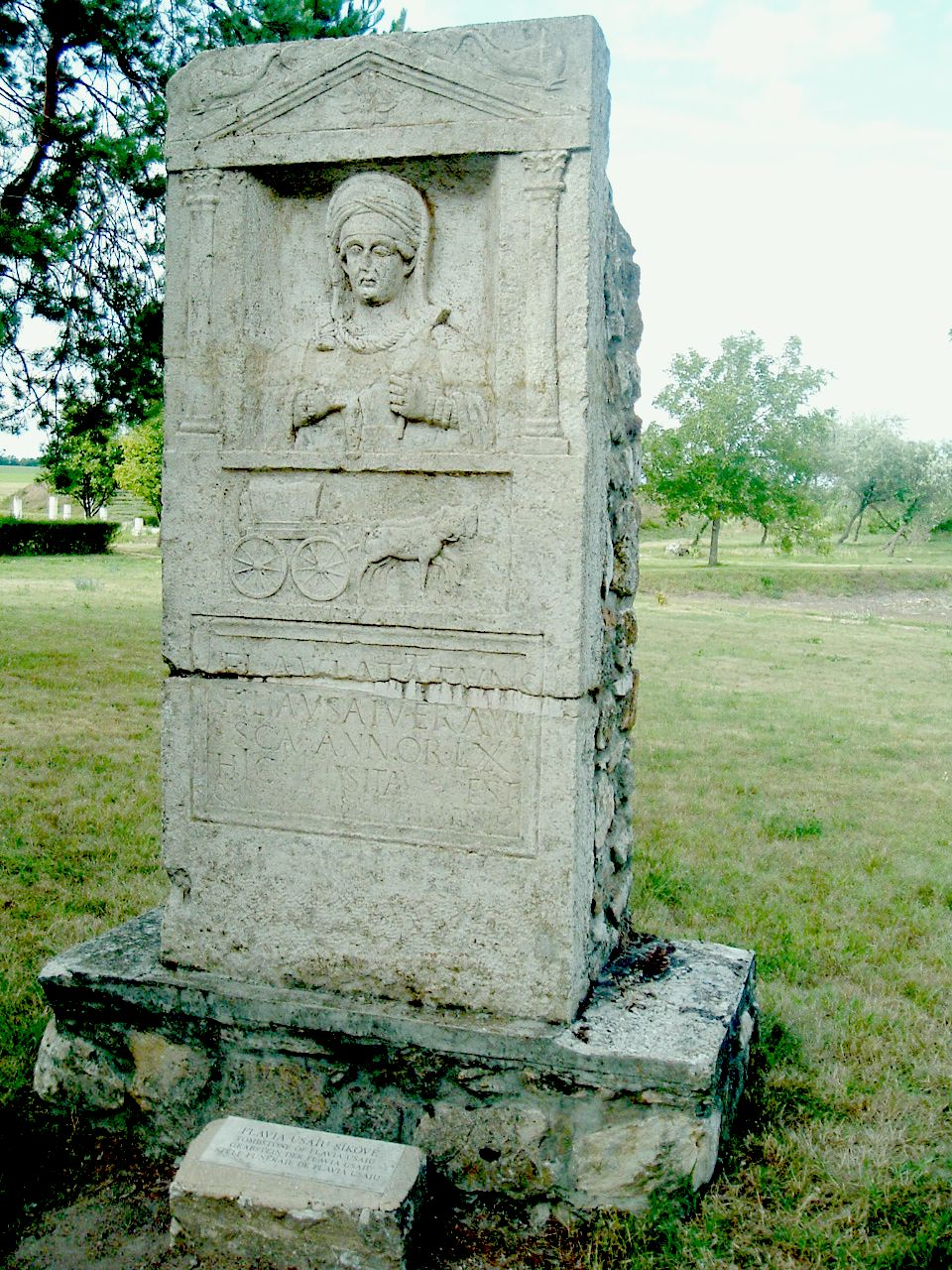
Gorsiumi síremlék, Flavia Usaia két guzsalyt tart a kezében

Ha a tudományos vizsgálatok igazolják azt a feltételezést, hogy a Seuso-kincs tárgyai Polgárdi-Szabadbattyán környékén kerültek elő, a feltárás alatt álló szabadbattyáni épületegyüttes és a közeli Gorsium romváros intenzívebb kutatása elengedhetetlenné válik a kincs pontos régészeti azonosításához. A Seuso-kincs feltételezett lelőhelyének közvetlen közelében fekvő Gorsium szakrális vallási központ volt. Amikor 202-ben Septimius Severus császár Pannoniában járt, jelenlétében avatták fel a császár költségén újjáépített gorsiumi Augustus-templomot. 260-ban egy szarmata törzs, a roxolánok pusztították el, majd később az újjáépült város új nevet is kapott: Herculiának hívták. Herculia már nem vált a vallási ünnepek központjává. Az épületek feltárása alapján a tartomány kormányzati székhelye lett. Aquincumból ide költözött a tartományi helytartó és vele tartományi hivatalok és tisztségviselők is.
Korábban Galerius római császár zsilipet és csatornát építtetett a Balaton vizének szabályozhatósága miatt. A csatorna a mai Sió csatornától keletebbre volt, amelynek főépítményei (egyes források szerint zsilipmaradványai) az ásatások során Siófok északkeleti részén kerültek elő, bár később megállapították, hogy a Kuzsinszky Bálint által feltételezett római zsilip Siófok török kori erődjének maradványa volt.
Sextus Aurelius Victor római történetíró írta le, hogy ezen a csatornán pedig, megfelelő vízállás esetén, a Sárvízen lehajóztatva juthatott le az áru a Dunára. Sági Károly régész szerint Aurelius feljegyzése tulajdonképpen nem a Balaton lecsapolására, hanem a Mezőföld vízrendezési munkálataira vonatkozhat. A Sárvízen Tác-Fövenypusztáról és Kapospula-Alsóhetényből is eljuttathatóak voltak a Balatontól délre eső területek gabonatermesztői által termelt gabonaszállítmányok.

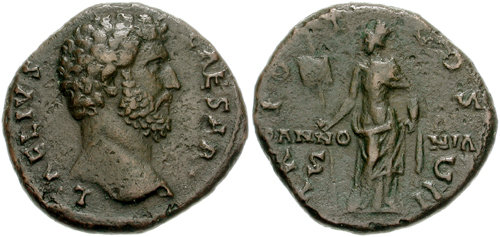
Hadrianus római császár pénzérméje, akit 136-ban megbízták a két Pannonia kormányzásával, Felirat: L AELIVS CAESAR / TR POT COS II, a képmezőben PANNONIA S C

A római úthálózat az Itinerarium Antonini (a Római Birodalom fontosabb útjainak a jegyzéke) útikönyv szerint Vajtától és Cecétől kissé keletre haladt Tác felé, majd útválasztással Gorsiumon vagy a közel fekvő Herculián vezetett keresztül, amely északkelet felé fordulva Tárnokon keresztül érkezett Aquincumba. Az egyik út Alsóhetényen, Ságváron keresztül érte el a Balatont, majd ezt kelet felől megkerülve áthaladt Szabadbattyán körzetén, és a Vértes és a Bakony között, Mór, Oroszlány felé tartott, Kocs és Mocsa térségében érte el a brigetioi légióstábort.
A régészek és szakemberek egyik feltételezése szerint az akkor még nagyobb kiterjedésű, partjain ingoványos, Lacus Pelso (mai nevén Balaton) mentén élt a mai Polgárdi szőlőhegyén Seuso (SEVSO), aki gazdag római polgár, esetleg a római hadsereg magas rangú tisztje, helytartója lehetett. Elképzelhető, hogy járt abban a lakomateremben is, amelyet Gorsiumban tártak fel. A vadásztál körfeliratában szereplő ikonográfiai motívum, a krisztogram, a római császári hatalom és hadsereg szakrális legitimációját hirdeti, ami I. Constantinus római császár valláspolitikai fordulatához, a mediolanumi ediktumhoz kötődik. Nagy Mihály régész szerint Seuso keresztény volt, ahogyan ezt a vadásztál medalionja fölött, a körfelirat részeként, a tálba vésett Krisztus-monogram bizonyítja.
A 3. században a külső fenyegetettség és a birodalom belső megosztottsága miatt a határvédelem meggyengült. A támadások miatt 356-ban már olyan feszült helyzet alakult ki, ami II. Constantius római császárt arra késztette, hogy a következő évben Pannoniába utazzon. Később egy barbaricumi építkezés robbantotta ki a 374—375 évek eseményeit, az utolsó komolyabb válságot a pannoniai Dunánál. A mai Göd határában egy erőd építésekor Pannonia Valeria provincia új katonai parancsnoka egy tárgyalás közben meggyilkoltatta Gabiniust, a kvádok királyát. A feltételezések szerint egy betörés alkalmával rejthették el a lakomák alkalmával használt Seuso-kincsek darabjait is. A történészek a 374-ben történt kvád és szarmata invázióval hozták összefüggésbe, amikor a barbár katonák elárasztották Pannoniát. Ekkor a kvádok és a szarmaták hónapokig portyáztak Pannoniában, amíg egy nagyobb római seregtest meg nem jelent a következő év elején Carnuntumban I. Valentinianus római császár vezetésével.
374-ben, Gabinius kvád király megölése után, óriási barbár pusztítás érte Valeriát és Pannonia Secundát. Valentinianus 375-ös hadjárata még visszaállította a rendet, de a rómaiak 376–378 között már feladni kényszerültek a sáncrendszert. …Ezután a rabláshoz és fosztogatáshoz kiválóan értő quadusok meg sarmaták szövetkeztek,és egyre messzebbre kalandoztak. Férfiakat, nőket egyaránt elhajtottak zsákmányul, s ujjongva nézték a fölperzselt majorok üszkös maradványait, valamint a mit sem sejtő, lekaszabolt lakosok szenvedéseit, akiket könyörtelenül legyilkoltak. Az egész környéken elharapózott a hasonló sorstól való félelem

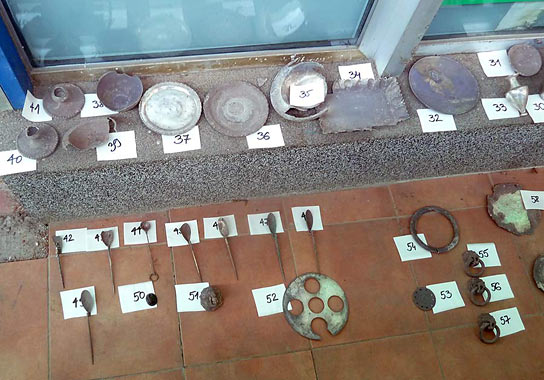
Az ókori Cibalaeban, a mai szlavóniai Vinkovcében 2012-ben talált, római kori luxus lakomakészlet ezüst kincsleletei

A 4. század utolsó két évtizedét Pannoniában a béke jellemezte. A 374-375 évet leszámítva nem volt nagyobb germán vagy szarmata betörés a provincia területére. A mai Szlovénia területén 394. szeptember 6-án lezajlott Frigidus menti csata eredményeként a korábban pogány Európa kereszténnyé vált. Sopianae tartományi székhellyé és a korai kereszténység egyik jelentős központjává vált. Ebből a korszakból származik az ókori Pannonia Valeria másik nagyobb városában, Cibalaeban, a mai szlavóniai Vinkovce mellett 2012-ben talált 36 kilogramnyi luxus ezüst étkészlet is.
A 4. században a hunok előretörésének hatására a népvándorlás felerősödött, mert a támadások egyre inkább tolták a Római Birodalom határai felé a vonulásuk útjába kerülő egyéb barbár népeket. Ezért a limesek mentén, a birodalom határán, védekezésül sűrűn telepített, kőből épített erődök láncolata és szervezett rendszere jött létre. Az újabb és állandósuló népmozgások és legfőképpen a hunok előretörése nyugat felé – azt eredményezték, hogy az 5. században a rómaiak fokozatosan kiszorultak a Kárpát-medencéből. Valens volt az utolsó római császár, akitől pannoniai pénzérmék maradtak az utókorra. A pannoniai térség az 5. század elejére háborús övezetté vált. A rómaiak kénytelenek voltak a területeiket átengedni az előretörő hunoknak. Miután 433–434-ben Ruga, a hunok nagykirálya visszasegítette a hatalomba a megbuktatott Flavius Aëtiust, ő viszonozta neki a segítséget, és Rómában barátsági szerződést kötöttek, ezzel Pannonia Prima és Pannonia Valeria provincia területe elismerten is a hunoké lett.
A romanizált lakosság jelentős része elmenekült. A népvándorlás hullámai elsöpörték a római civilizációt. 
… azon szorgoskodtak, hogy a Római Birodalom jövendő felforgatói közül senki se maradjon odaát, még a halálos beteg se. […] Ez idő tájt, amikor határsorompóik felnyíltak, a barbár föld úgy öntötte magából a fegyveres csapatokat, mint az Etna a tüzes szikrákat. A tisztán nem látó illetékesek ügybuzgalma így segítette elő a római világ pusztulását.
Az elpusztított provinciákban maradó római szórványok pedig beolvadtak a hunok után érkező és cserélődő, a területet megszálló barbár népek közé. 453 után Attila hun király fiai egymás ellen fordultak és a hódító Hun Birodalom is felbomlott. A hunok megmaradt csoportjai szétszóródtak és ők is elvegyültek más népek között. A római élet teljes megszűnése Pannoniában csak az avarok betelepedése és Sirmium 582-ben történt lerombolásával vált teljessé.

### Felbukkanása
Magyarország 1998-ban ratifikálta az UNESCO illegális műkincs-kereskedelem visszaszorítása érdekében létrehozott Unidroit-egyezményét, amely kimondta, hogy a lopott kulturális értékű tárgyak birtokosa köteles a műkincset visszaadni a tulajdonos országnak, ha azt jogellenesen külföldre vitték.

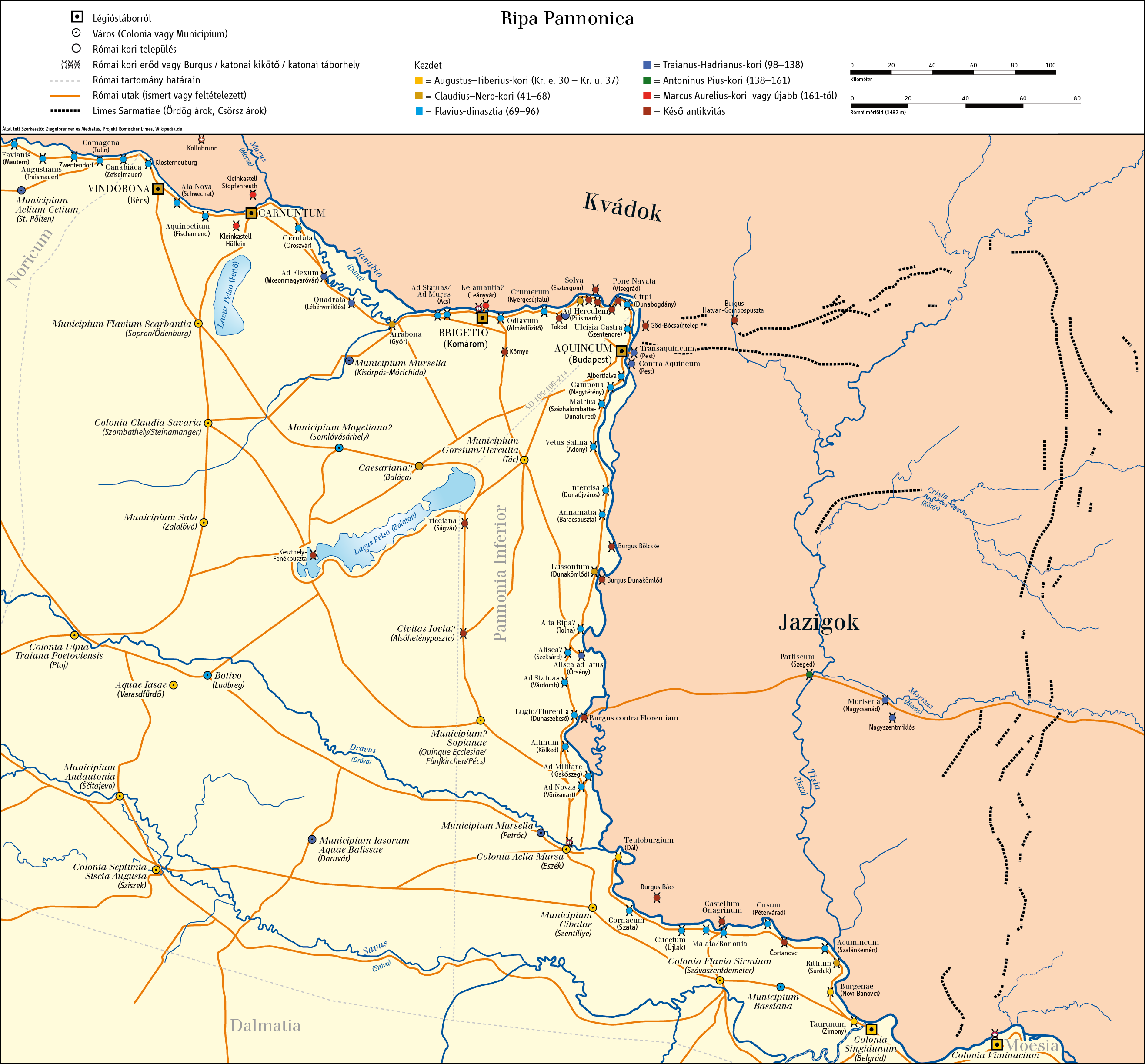
A Ripa Pannonica térképe, a mai Kőszárhegy, Polgárdi és Szabadbattyán környéke a római Pannonia provincia ókori hadiútjainak kereszteződésében fekszik az ókori romváros Gorsium-Herculia közelében, amely talán egyes időszakokban Pannonia legnépesebb települése lehetett

Angol szakemberek által később Seuso-kincsnek (Seuso treasure) elnevezett római kori lelet megtalálása után, a lefolytatott nemzetközi nyomozás ellenére, keveset tudott a közvélemény a kincsről és a sorsáról. Először 1990. február 9-én egy sajtótájékoztató keretében New Yorkban mutatták be a nyilvánosságnak, amikor mai értéken 100 millió eurós kikiáltási áron próbálták értékesíteni minden idők egyik legjelentősebb késő római kori kincsleletét. A kincs nem szerepelt egyetlen magyarországi múzeum leltárkönyvében sem, egyetlen ásatási naplóban sem. Megtalálásáról és külföldre kerüléséről később jutott információkhoz a közvélemény. A lelőhely nem azonosítható egyértelműen, annyi derült ki, hogy a kincset Pannonia eddig ismert legnagyobb, 13 ezer m2-es, késő római kori oszlopcsarnokos (peristylium) palotájában (villájában) vagy annak közelében a Sopianae-Aquincum (Pécs-Óbuda) és Sopianae-Brigetio (Pécs-Szőny) közötti római utak kereszteződésénél Szabadbattyán határában, a kőszárhegyi mészkőbánya egyik üregében találhatták.

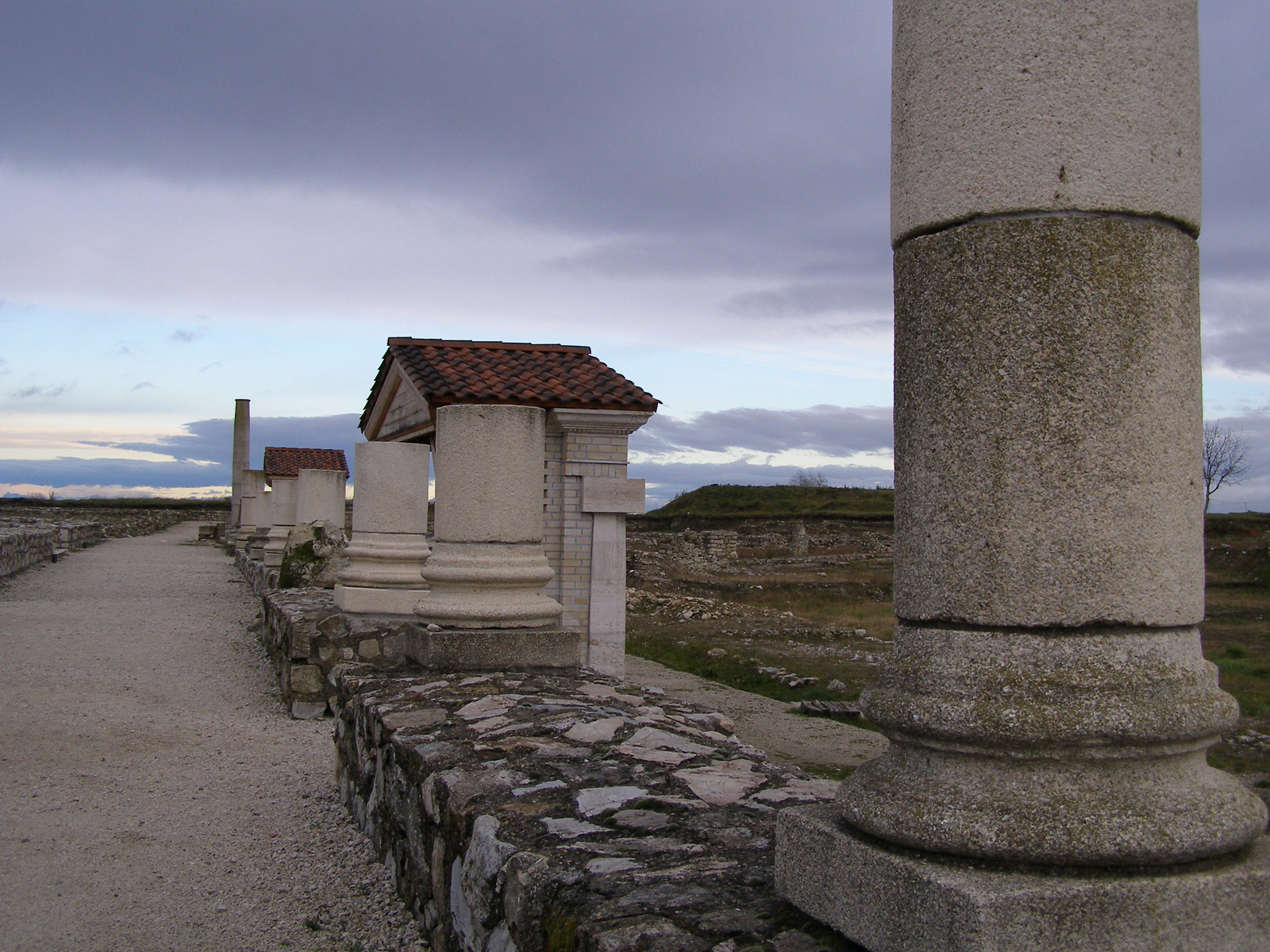
A Tác-Fövénypusztai római telep

A mai Polgárdi, Szabadbattyán és Tác környékén, az egykori Gorsium közelében fekvő római villa feltárását a székesfehérvári Szent István Király Múzeum munkatársai 1993-ban kezdték meg. A múzeum régésze, Nádorfi Gabriella Szabadbattyánban 1998 és 2006 között végzett ásatásokat a hatalmas palota romjainál. A 374 körül elpusztult villa a Sárvíz mellett állt.
1878-ban a Magyar Nemzeti Múzeumba került egy ezüstállvány tíz töredéke. A töredékeket rövid időn belül restaurálták, és az év júniusában a párizsi világkiállításon be is mutatták, ahol valódi tudományos szenzáció volt. A múzeumban több mint 130 éve őrzött, Szárhegyen fellelt összecsukható ezüstállványhoz, a quadripushoz is köthető A Seuso-kincslelet még a rendszerváltás előtt illegálisan külföldre került. Vukán Béla alezredes, az ORFK Készenléti Rendőrség Nemzeti Nyomozó Iroda (NNI) műkincsvédelmi alosztályának vezetője 1995 óta irányítója a Seuso-ügy nyomozásának.
Beszippantott ez a történet, nemcsak engem, hanem mindenkit, aki egyszer is foglalkozott vele. A rabjai lettek, legyen szó akár angol rendőrről, jogászról vagy régészről
1997-ben a Seuso-kincs visszaszerzése érdekében Magyar Bálint, a kulturális tárca akkori vezetője miniszteri biztost nevezett ki Bánkutiné Hajdú Éva személyében. A Seuso-kincsek körüli kérdéseket tudományos kutatások sora próbálta tisztázni. A szakértők tüzetes vizsgálódások után a közvetett bizonyítékok láncolata alapján megállapították, hogy az ezüsttárgyak tulajdonosa Seuso (SEVSO), egy gazdag hadúr, a Római Birodalom Pannonia tartományi főtisztviselője volt, aki az i. sz. 4. században élhetett. Székhelyére a kincs egyik tálján fellelt, egy kertben lakmározó társaságot ábrázoló relief utal: tó vizében fickándozó halak fölött ez a felirat olvasható: »PELSO«, ami a Balaton ókori latin neve.
„Mind a Balatonra, mind a Fertőre a rómaiaknál csak a Pelso név divatozott. A folyónevek megmaradtak a rómaiak után, s átöröklődtek a magyarokra. A Pelso tónév megváltozik. A nagyobbikra talán már az avarok közt élt szlovénektől a Balaton (blató – sár) név ragad, s rajta marad a magyarok közt is, kik az ottani szlovéneket magokba olvasztották. A kisebbik tónak Fertő lesz a neve, mely magyar szó, ugyanazt jelentő, mint Balaton”
A Seuso-kincs tudományos kutatási programjának irányítására a Magyar Tudományos Akadémia által létrehozták a Seuso Munkabizottságot Török László akadémikus elnökletével, amely feladatának tekinti a Seuso-kincs kiásási helyének lehető legpontosabb behatárolását és azonosítását.

### A kincs lokalizálása
A kincslelet pontos helyének megállapítása, előkerülésének helye csak közvetetten bizonyítható. Egymásnak ellentmondó elméletek születtek a kincs felbukkanása óta. Jelenleg hiányzik az az egyértelmű bizonyíték, egy olyan konkrét tárgyi vagy ókori írásos bizonyíték, ami egyértelműen a Seuso-kincsekhez kapcsolódik és kétséget kizáróan nyilvánvalóvá teszi, hogy a kincs Magyarország földjében volt elrejtve. A történész és régész szakemberek új módszerek segítségével próbálják lokalizálni a hazakerült kincseket.
Húsz év elteltével valóban elhalványulhatnak azok a nyomok, amelyeket követve a nyomozók megtalálhatnák azt a pontot, ahol a tárgyak a földből előbukkantak és azokat az embereket, akik jelen voltak a tárgyak kiásásánál. A proveniencia, azaz a hovatartozás megállapításáról mégsem kell eleve lemondanunk, hiszen ismerünk olyan tudományos módszereket, amelyek segítségével egyre jobban leszűkíthető az a terület, ahol a tárgyakat egykor használták, majd valamilyen hirtelen veszély közeledtével elrejtették és végül, több mint másfél ezer év elmúltával a megtalálók a földből kiemelték.
A vadásztál „Pelso” feliratából arra következtetnek a régészek, hogy tulajdonosa a Balaton környékén élhetett és ott használhatta az ezüst étkészletét. Visy Zsolt régész szerint „Angliában végezték a kormeghatározást. A keltezés felső határa szűkebb értelemben i. sz. 380, de valószínűleg belefér a 4. század vége és az 5. század eleje is.”
A kincs megtalálásakor valószínűleg sokkal, akár tizenhatszor több tárgyból állhatott. Egyes hírek szerint a most még ismeretlen helyen őrzött tárgyak között öt ezüsttál, 37 aranyozott ezüstcsésze és 187 aranyozott ezüstkanál van. A tálak egyike valószínűleg az a darab, amelyet egy császár portréja és négy további császári személy mellképe Nagy Konstantin és fiai?) díszít, és amit 1986-ban próbáltak a műkincspiacon értékesíteni. Két korong alakú ezüst lószerszámdíszt mint a kincs részeit valóban eladtak, és tudomásunk van egy Krisztus-monogrammal díszített tálról is, ami valószínűleg szintén a kincshez tartozik, de amelynek hollétéről ma nincs nyilvános információ. Két mészkőből faragott szoborfej is úgy szerepel, mint ami hozzátartozik a Seuso-kincshez.

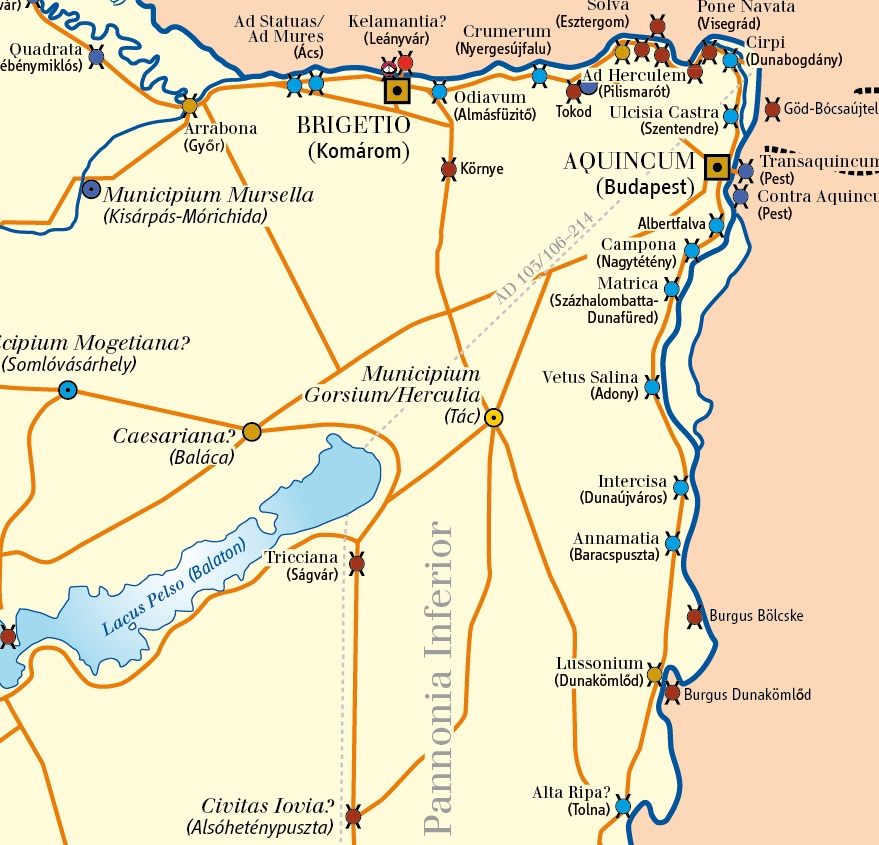
A Pelso tó közelében fekvő közlekedési csomópont, a tartomány szakrális központja, az ókori Gorsium-Herculia városa a Sárvíz folyó mindkét partjára kiterjedhetett. A római uralom második felében Gorsium volt Pannonia elsődleges gazdasági csomópontja

Régészek légi felvételek alapján feltételezik, hogy Gorsium városa a közeli Sárvíz folyó mindkét partjára kiterjedhetett, amelynek része volt egy hatalmas palota, amellyel összefüggésbe hozzák a Seuso-kincseket.
A gorsiumi feltárásokat több mint 40 évig irányította a magyar régészet egyik meghatározó személyisége, Fitz Jenő akadémikus. Gorsium szerintük nem csupán Pannonia császárkultuszának volt a központja, nem csupán ott ülésezett a tartományi gyűlés, hanem az akkor hajózható Sárvíznek kikötője is volt.
A feltételezések között szerepel az is, hogy a támadó barbárok a hatalmas villát a Sárvíz partján felgyújtották és a védőket megölték. Feltételezik, hogy a fényűző nehéz ezüstedényeket a Seuso palota fűtésrendszerében egy előre kialakított vagy ötletszerűen használt rejtekhelyre rejtették. Dénes József régész viszont kizártnak tartja, hogy az ókori fűtési rendszer lett volna a kincs rejtekhelye. Elmélete alapján a pontos hely meghatározható lenne. Nádorfi Gabriella régész: „A Seuso-kincs a késő római kor egyik, ha nem a legjelentősebb lelete, amely a szabadbattyáni palotával együtt bizonyítja, a Római Birodalomnak Pannonia nem szegény határvidéki tartománya, hanem gazdag provinciája volt.”
A régészeti ásatásokat továbbra is folytatják Tác-Gorsium-Szabadbattyán-Polgárdi térségében. A kincs visszahozatalát követően a közvetlen archeometallurgiai vizsgálatok és az újabb archeometriai kutatások remélhetően pontosabb válaszokat eredményeznek majd. 2014 júliusában a Seuso Kutatási Projekt rendkívül szerteágazó volt, számos tudományterület szakemberei (művészettörténet, régészet, természettudomány) részt vettek benne.

### Kiásása
Pereczes Ferenc nyugdíjas asztalosmester 1974 tavaszán fedezte fel az ókori Pannonia eddig ismert legnagyobb, 110×120 méter alapterületű késő római kori lakóépületét Szabadbattyán és Úrhida határában, a Sárvíz partján. Egy domborművekkel díszített hatalmas ólomüstöt szolgáltatott be a múzeumnak, illetve a megőrzött egykori átvételi elismervény szerint pénzérméket is beszolgáltatott, amikért ezer forintot kapott.

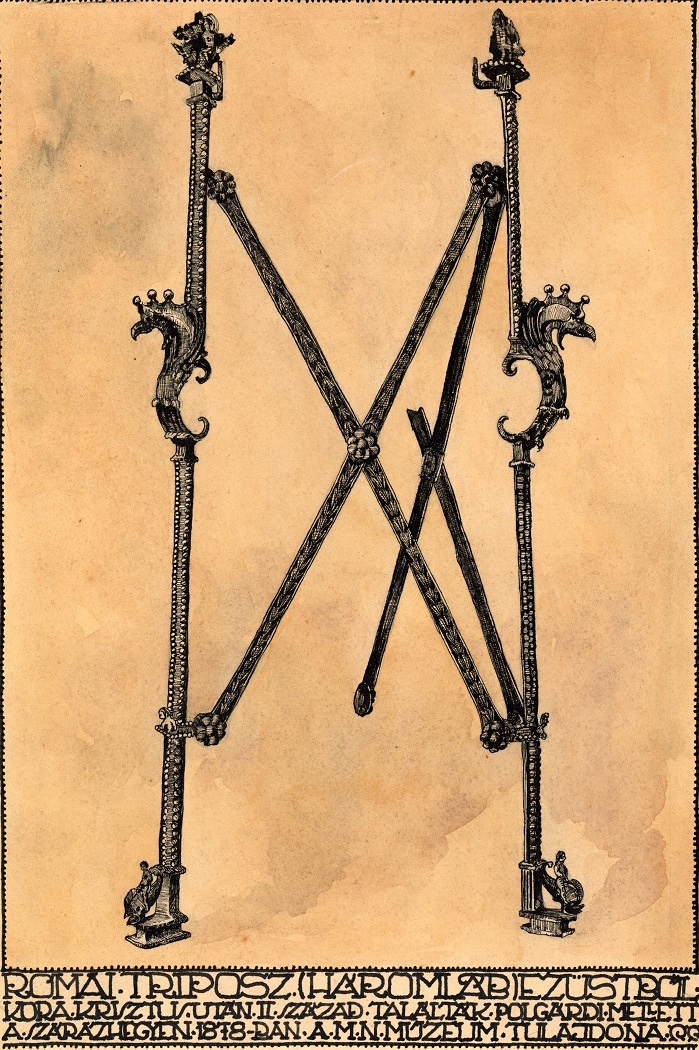
A kőszárhegyi szőlőhegyen talált polgárdi ezüst tripusz korabeli rajza; a finoman díszített állványtöredék a Nemzeti Múzeumba került, ahol háromlábú állványként azonosították, és úgy is egészítették ki (1878)

Ezt követően azonban Nagy Árpád régész, a múzeum munkatársa egy hitelesítő ásatás után visszatakarás nélkül levonult a helyszínről.

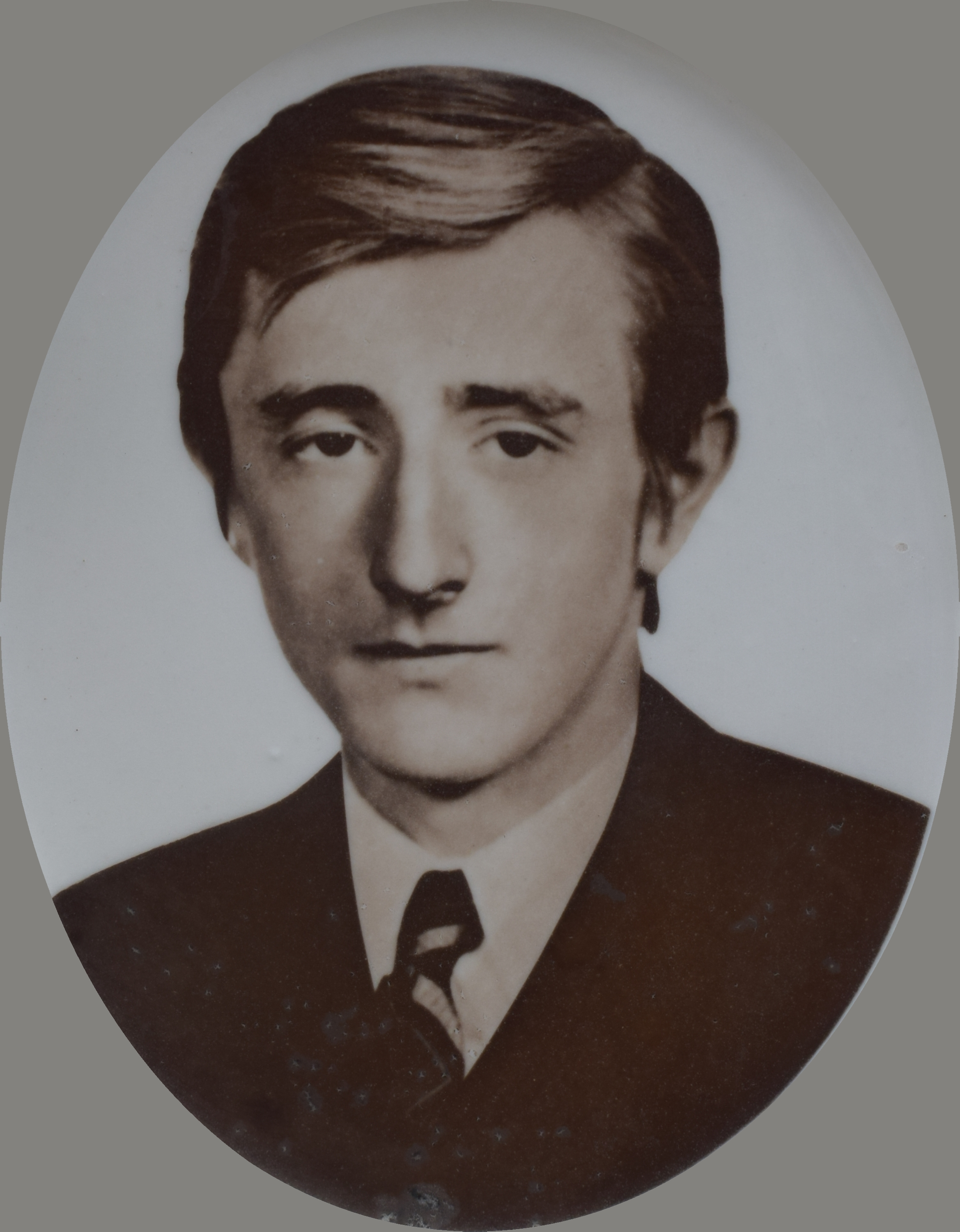
Sümegh József

Pereczes Ferenc szerint az általa azonosított ókori villa volt a Seuso-kincs eredeti helye, más információk szerint azonban a kincset feltehetően a villa helyétől több száz méterre lévő Kőszár-hegyen, 1976-ban Sümegh József és Kolonics György találta meg. Sümegh Józsefről, aki a helyi kőbányában segédmunkásként dolgozott, Polgárdiban mindenki tudta, hogy 1975–76-ban rendkívül értékes, hatalmas színezüst tálakat, kancsókat talált. Lelkes Ferenc később a nyomozás során azt állította, hogy segített Sümegh Józsefnek lovaskocsival Polgárdiba befuvarozni az előkerült ezüsttárgyakat, amikor két üstben 41 nagyobb tárgyat látott. Pár év múlva, 1980. december 14-én az akkor Pápán katonáskodó, leszerelés előtt álló Sümegh József felakasztott holttestét egy kőszárhegyi pincében találták meg, amely akkor a polgárdi Borbély család tulajdonában volt. Különös véletlen, hogy a pince bejáratától körülbelül három méterre állt az a szilvafa is, amely alól 1878-ban, gyökerének kiásása közben fordította ki egy gazda a páratlan értékű összecsukható állvány töredékeit, és küldte be a Nemzeti Múzeumba. Az ügyészség akkor is, majd tíz évvel később is öngyilkosságnak minősítette az esetet. 2014-ben Vukán Béla, a nyomozást irányító rendőralezredes arról nyilatkozott, hogy a Seuso-ügy megoldásáról továbbra sem mondanak le:
Sümegh József halála ügyében a nyomozás jelenleg is folyamatban van nyereségvágyból elkövetett emberölés bűncselekményének megalapozott gyanúja miatt. A nyomozás során keletkezett adatok azt támasztják alá, hogy Sümegh József talált rá az 1975–76-os évek időszakában Polgárdi környékén a Seuso-kincs néven ismertté vált késő római kori leletre, és éveken keresztül birtokolta a kincslelet tárgyait.

### Nyilvános megjelenése
Az illegálisan kiásott kincsleletnek Sümegh József honvéd máig felderítetlen halála után veszett nyoma. Ezzel a kincs származási helye eltitkolhatóvá vált, és az azt birtoklók bármely új helyet megjelölhettek az egykori Római Birodalom területén. Az ókor végén a római elit szerette magát értéktárgyakkal, elsősorban ezüstfélékkel körülvenni, ugyanaz a közös kultúra volt jellemző mindenhol, miután a kereszténység a 4. században elterjedt az arisztokrata körökben. Nem létezett olyan regionális stílus, amely alapján a Seuso-kincset a Római Birodalom valamelyik régiójához közvetlenül hozzá lehetne kötni. Egyik feltételezés szerint közép-európai roma régiségkereskedő hálózatokon keresztül került Bécsbe a Seuso-kincsek egy része.
Dézsy Zoltán rendező dokumentumfilmjében utalás történt arra, hogy egy, a nyolcvanas évek közepén a magyar honvédségnél dolgozó civil, a pártállami honvédelmi miniszter, Czinege Lajos fia segítségével összeismerkedett a Shell-Interag titkosszolgálati kapcsolatokkal rendelkező vezetőjével, és ezúton kerülhetett ki a kincs a nyugati műkincspiacra. A Scotland Yard nyomozása szerint 1980 és 1987 között különböző gyűjtők vásárolták meg az ezüsttárgyakat. A libanoni születésű Halim Korban a bécsi Hilton Szállóban műkincsekkel kereskedett, aki feltehetően a római ezüst díszedényekhez a szerb Anton Tkalec érmekereskedőn keresztül juthatott. Először egyenként, majd egyszerre több edényt is értékesített úgy, hogy libanoni exportpapírokat is mellékelt hozzájuk.

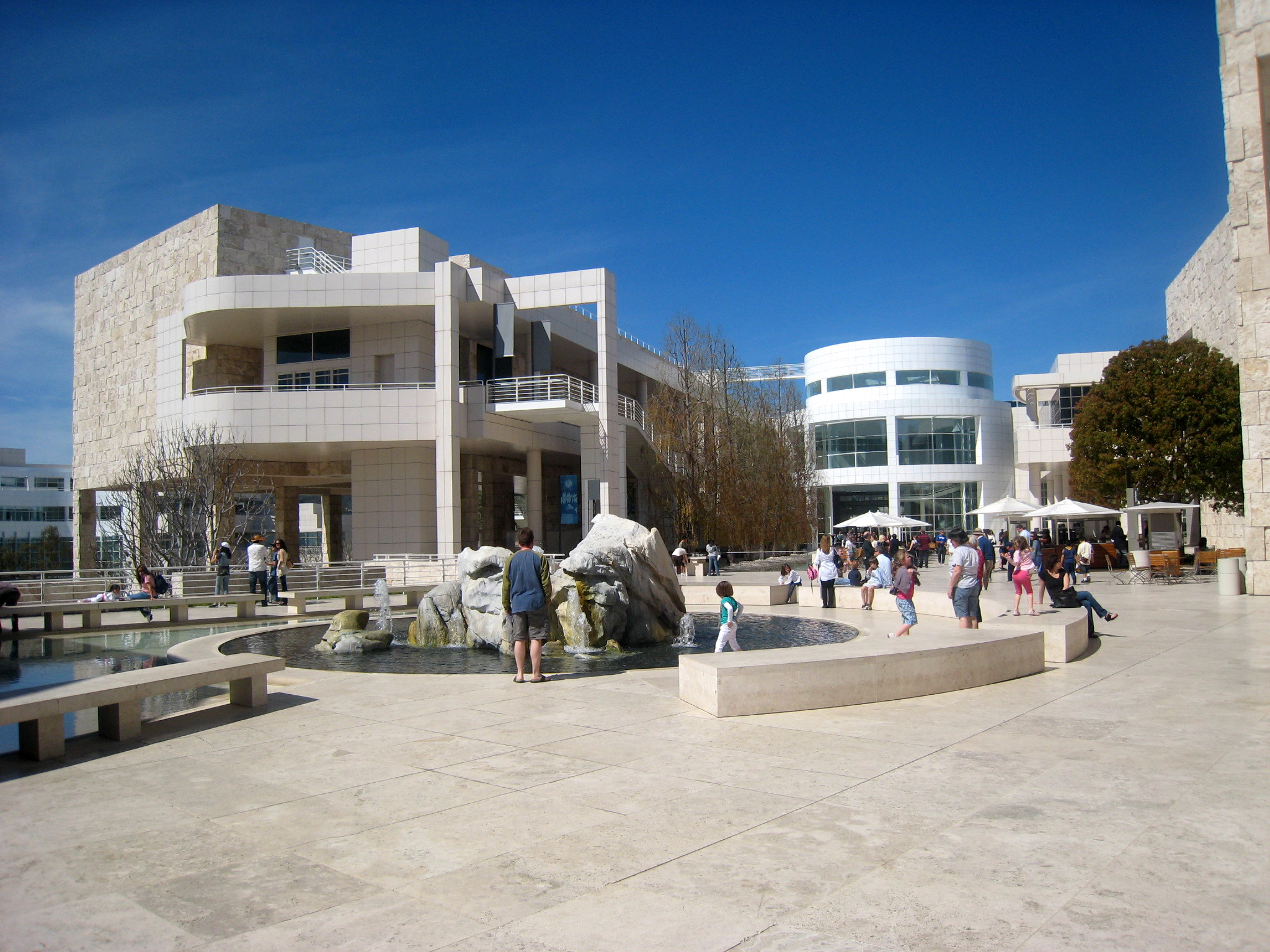
1984-ben a kincset felajánlották a Getty Múzeumnak, ahol egy tudományos ösztöndíjjal ott tartózkodó magyar régész felfedezte az egyik tálon a "Pelso" feliratot

A műkincspiacon először csak egy ezüst kancsót kínáltak fel Londonban, a Mansour Galleryben. Sir Peter Wilson, a Sotheby's aukciós cég elnöke magánszemélyként vette meg az első néhány tárgyat, akinek Rainer Zietz német régiségkereskedő hívta fel a figyelmét a befektetési lehetőségre, majd amikor újabb darabok bukkantak fel a lelet tárgyai közül, tőkehiány miatt bevonták az üzletbe Lord Northampton angol főnemest is. 1984-ben felajánlották a Getty Múzeumnak, azonban Arthur Houghton, a múzeum munkatársa felfedezte, hogy hamis papírok igazolják a kincsek eredetét. Ekkor történt egy lényeges és fontos mozzanat a kincs további sorsát meghatározó esemény. Egy régi barátságnak köszönhetően a Getty múzeum antik osztály vezetője megmutatta Szilágyi János Györgynek, a magyar Szépművészeti Múzeum Antik Osztálya akkori vezetőjének a Seuso-kincseket, aki jelezte neki, hogy az egyik tálon lévő "Pelso" felirat tulajdonképpen nem más, mint a Balaton latin neve. Ezért is és a műtárgyak provenienciáját „igazoló” hamis papírok miatt is, a kincs piaci szempontból olyannyira ellehetetlenült, hogy az eladási kísérlet meghiúsult. Ezt követően Peter Mimpriss, Lord Northampton ügyvédje egymillió angol fontért maga vásárolt új hamis papírokat Libanonban.
Évekkel később, 1990-ben New Yorkban a Sotheby’s aukciósház árverés előtti kiállításán Seuso-kincsek néven felbukkant egy gazdag ezüst leletegyüttes, amelynek lelőhelyeként Libanont adta meg az aukciósház. 1990. február 20-án Libanon keresetet indított New York állam legfelső bíróságán a Sotheby’s cég ellen, kérve a kincslelet tulajdonjogának megállapítását, és azok kiadását Libanon részére. Ezt követően, mivel jugoszláv szakértők szerint a kincset Josip Broz Tito gyűjteményéből lopták el, előbb Jugoszlávia, később annak jogutódjaként Horvátország is bekapcsolódott az eljrásba. (A horvát vélemény szerint a kincsek a Pulától 20 kilométerre fekvő Barbariga közeléből származnak, ahol állításuk szerint eredetileg 1960. június 30-án római villagazdaságok maradványai között találták azokat.) Később, 1993-ban Magyarország is kérte a kincsek tulajdonjogának megállapítását és kiadását. A Beatrice Shainswit bírónő által vezetett New York-i bírói tanács az akkori ítéletében kimondta, hogy Magyarország igényének az ezüstkincsre nincs bizonyítható erejű jogalapja. Így a kincs, mivel sem eredete, sem egyértelműen megállapítható, jogos tulajdonosa nem volt, a legális piacokon eladhatatlanná vált. Az ezüstleletet a per lezárultáig egy New York-i széfben őrizték.
A kincsek eredetének kiderítésére 1993-ban Magyarországon talajminta-vizsgálatokat végeztek. Megállapították, hogy a rézüstön talált talajmaradványok megegyeznek a Sümegh József holtteste közelében talált üreg, feltehetőleg a kincsek rejtekhelyének talajmintájával.
Megállapítható, hogy a dokumentált diatóma együttes édesvízi, mérsékelt övi, de inkább hideg-, mint melegvízi, és főleg álló-vizek, tavak algatársulására jellemző. Jelenleg is folyamatban levő balatoni iszapvizsgálataink ezt igazolják. A felsorolt formák a Balaton térségi állóvizekben és a balatoni fenékiszapban ma is fellelhetők.
A régészeti érvek tanúsítják a lelet 4. századi pannoniai használatát, de nem tudták bizonyítani a lelet magyarországi megtalálását és a lelőhelyét. A tudományos érvek és a jogi szakvélemények végül meggyőzték Lord Northamptont, hogy a kincs az ő számára a legális műtárgypiacon nem értékesíthető, ezért annyit tehet, hogy felajánlja Magyarországnak a birtokos jogának kompenzálással történő megvásárlás lehetőségét.

### A kincs további sorsa
1991-ben egy angol műgyűjtő, Lord Northampton megbízta az Allen és Overy ügyvédi irodát, hogy szerezze meg a Seuso-kincs tizennégy darabját (a kincs ismert helyen lévő hányada 15 darabból áll). Az ügyvédi iroda libanoni származási iratokat is mellékelt a műkincsekhez, amik később hamisnak bizonyultak. Emiatt nem is akadt aukciósház, amelyik vállalta volna a kincs adásvételének lebonyolítását. 2003-ban a Pápán raboskodó Lelkes József azt nyilatkozta egy bulvárlapnak, hogy Sümeghgel együtt, a Polgárdi melletti bányában ásta ki a kincseket, amelyeket egy két méter mély gödörben találtak, két nagy üstbe rejtve. A negyvendarabos leletet eladogatták. Lelkes elmondta azt is, hogy három másik, a titkot ismerő barátja is furcsa körülmények között halt meg.
Amikor 1990-ben polgármester lettem, akkor találkoztam először az üggyel, azért, mert az 1980-ban elhunyt Sümegh József – aki a kincseket találta – édesapja keresett meg azzal, hogy a fia nem felkötötte magát, hanem megölték, méghozzá a legmagasabb katonai körökből. Az 1980-ban miniszterként működő Czinege Lajos neve is felvetődött, mint érintetté, de nem mint elkövetőé. Véleményem szerint Sümegh József honvéd halálesete csak következménye volt egy jóval korábban kezdődő ügynek, aminek középpontjában a kincs állt.

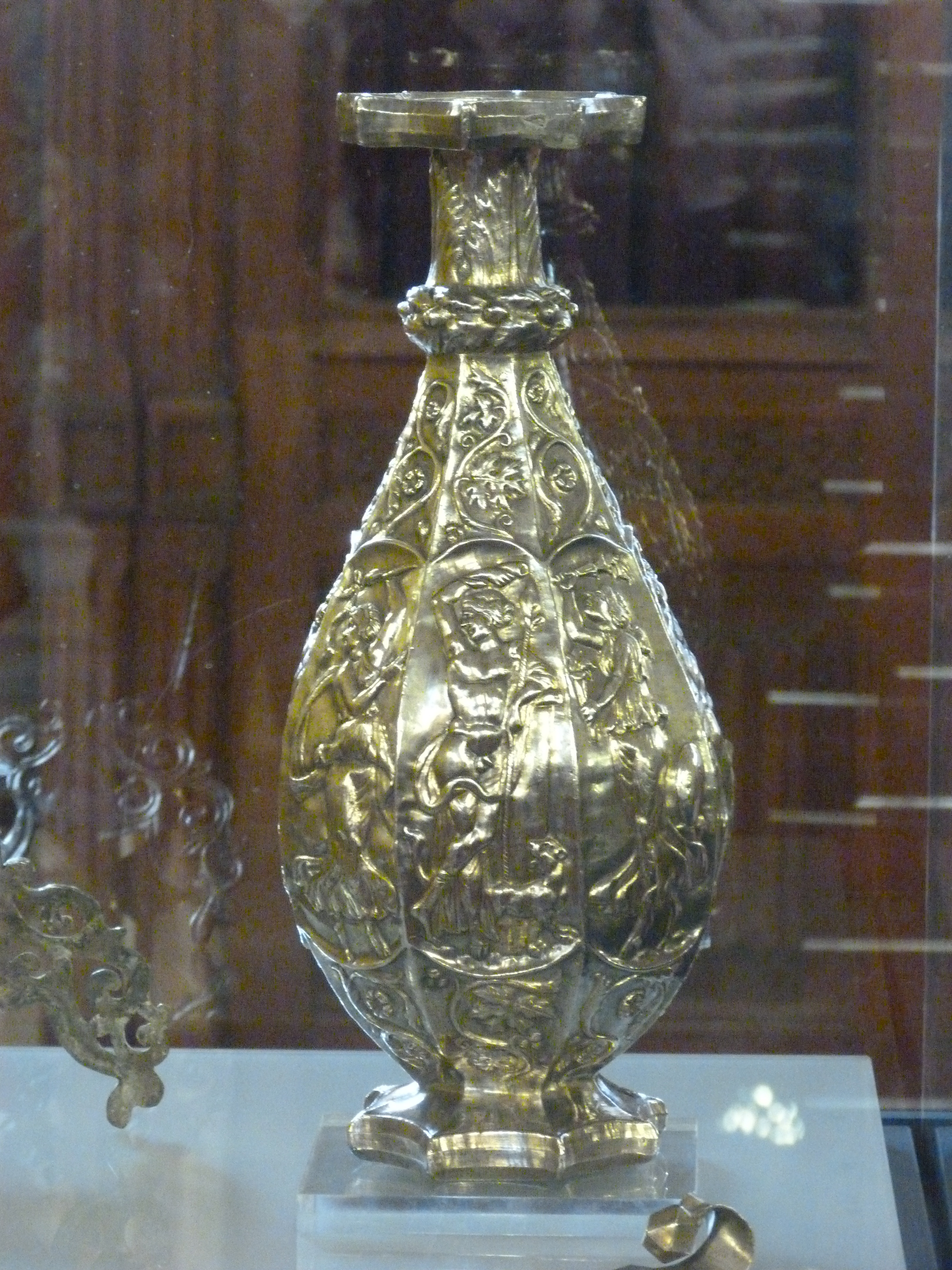
Dionüszosz-kancsó a kiállításon, Országház, Budapest (2014)

A magyar állam 1993–94-ben négy pert indított Lord Northampton ellen tulajdonjoga bizonyítására, de minden per a lord javára dőlt el. A szakértők megalapozatlannak minősítették a magyarok által felhozott bizonyítékokat: azt, hogy az egyik tálon a PELSO felirat olvasható. A rómaiak Pelso, Pejso illetve, Peiso, Pelsois, Pelsodis lacus név alatt ismerték a mai Balatont. Szabadbattyánban római villát tártak fel, mely a feltételezések szerint a kincs tulajdonosáé, Seusóé lehetett. A magyar szakértők a Magyar Nemzeti Múzeumban őrzött, 1878-ban szintén Polgárdi mellett előkerült késő római kori ezüstállvány (a külön elrejtett állvány nem fért bele a kincs elrejtésére szolgáló rézüstbe), a quadripus összehasonlító anyagvizsgálatától vártak perdöntő bizonyítékot.
1994-ben Marlia Mundell Mango és Anna Bennett angol művészettörténész, régész-restaurátor publikálta a leletet alkotó tárgyakat, amely azóta is alapvető közlésnek számít a kincsleletet értékelő és értelmező összefoglaló tudományos munkák között. 
Miután Magyarország (az igényét szintén beterjesztő Horvátországgal együtt) a pert elvesztette, Lord Northampton 2006 októberében bejelentette eladási szándékát, így kívánva fedezni egyéb kiadásait. Bár a várható eladási árat több tízmillió angol fontra becsülték, a kincset nem sikerült eladnia. 2006-ban lord Northampton megbízta a Bonham aukciósházat, hogy a lehetséges vásárlók és muzeológusok részére a kincsek nyilvános kiállítását megszervezze. Az angol Múzeumi Szövetség régészei azonban kijelentették, hogy a kétes hírű kincs kiállítása vétene az etikai szabályok ellen.
Eközben Zelnik István, az Aranymúzeumáról híres milliárdos műgyűjtő, aki a Szőcs Géza vezette kulturális államtitkársággal egyetértésben kezdett tárgyalásokat a birtokosokkal, bejelentette, hogy adásvételi szerződést kötött a legális műkincspiacon eladhatatlanná vált Seuso-kincs Magyarországra hozatala céljából. Azonban a magyar kormány később azt nyilatkozta, hogy mivel a híres késő római ezüstkincs jog szerint a magyar állam tulajdona, bármilyen vásárlási konstrukció az orgazdaság pártolását jelentené. Zelnik titkos tárgyalásokat folytatott és azokról rendszeresen tájékoztatta a magyar illetékeseket. 2012 szeptemberében azonban az Emberi Erőforrások Minisztériuma kultúráért felelős államtitkársága azt közölte a közvéleménnyel, hogy nincs dokumentálható nyoma annak, hogy bárki hivatalosan tárgyalt volna a kormány illetékeseivel a Seuso-kincs sorsáról.
2006-ban már az angoloknak sem kellett az ezüst étkészlet.
2008-ban Visy Zsolt régész, egyetemi tanár összefoglaló előadást tartott a leletről Angliában a Society of Antiquaries of London székházában: „Ahhoz, hogy Magyarország perelhessen, az a kis plusz kellene, amely régóta várat magára, nevezetesen, hogy előálljon valaki egy olyan tárggyal, amelyről hitelt érdemlően bizonyítható, hogy a Seuso-kincshez tartozik, s biztosan Magyarországhoz kötődik”.
Hajdú Éva korábbi miniszteri biztos nyilatkozata szerint 2006–2008 között a magyar állam az összes előkerült műkincset (15 db) megvásárolhatta volna tízmillió euróért, az adásvétel azonban ismeretlen okból meghiúsult, nem kizárt, hogy a kincs bizonytalan tulajdonjoga miatt.
2013-ban a Seuso-kincsről megjelent Visy Zsolt és Mráv Zsolt szerkesztésében A Seuso kincs és Pannonia című, régész-történész szerzők nyolc tanulmányát tartalmazó, magyar-angol nyelvű, tudományos igényű mű. A tanulmányok szerzői Visy Zsolt, Hajdú Éva, Nagy Mihály, Tóth Endre, Mráv Zsolt, Mócsy András, Nádorfi Gabriella voltak.

### A kincs őrzési jogának megszerzése és hazahozatala
2012 őszén kapta meg azt a feladatot a Nagy és Trócsányi Ügyvédi Iroda arra, hogy jogszerű megoldást találjon, illetve egy olyan szerződési struktúrát alkosson meg ahhoz, hogy az alapján a Seuso-kincsnek nevezett műtárgyegyüttes Magyarországra kerülhessen.
Baán László, a Szépművészeti Múzeum főigazgatója 2013 decemberében írta alá a szerződést a magyar állam nevében, de a brit hatóságok csak 2014 márciusában adták meg a kiviteli engedélyt. Az igazgató elmondta, hogy Magyarország a teljes kincs tulajdonjogát továbbra is magának követeli. Mivel hamis okmányok bizonyították a műtárgyak eredetét és a tulajdonjogát, nem is lehetett volna megvásárolni.
A még jóval régebben, 1878-ban szintén a Polgárdi melletti Kőszárhegyen megtalált, és azóta Magyarországon őrzött négylábú ezüstállvány (kvadripusz) anyagvizsgálati összehasonlítása, a hazakerült darabokon fellelhető mikroszkopikus talajmaradványokkal további bizonyítékot szolgáltathatnak az ezüst tárgyak eredeti lelőhelyéről. Baán úgy vélte, ha léteznek a kincsnek további, lappangó darabjai, azok jelenlegi birtokosai valószínűleg jelentkeznek majd, hogy megállapodjanak a magyar kormánnyal.
Amikor az MNB 2014. január 16-án meghirdette „Értéktár” elnevezésű programját, a Magyar Régész Szövetség azt javasolta, hogy a magyar állam megfelelő peren kívüli megállapodással rendezze a Seuso-kincs státuszát, és fenntartva álláspontját a lelet magyarországi eredetéről, szerezze azt vissza, mert ebben az esetben az összes természettudományos vizsgálatot el lehetne végezni és akkor publikálható módon lehetne bizonyítani a tárgyak eredetét. Az „Értéktár program” felelőse, Gerhardt Ferenc azonban kijelentette, hogy a folyamatban lévő bírósági eljárás miatt nem kívánják visszavásárolni a Seuso-kincset.

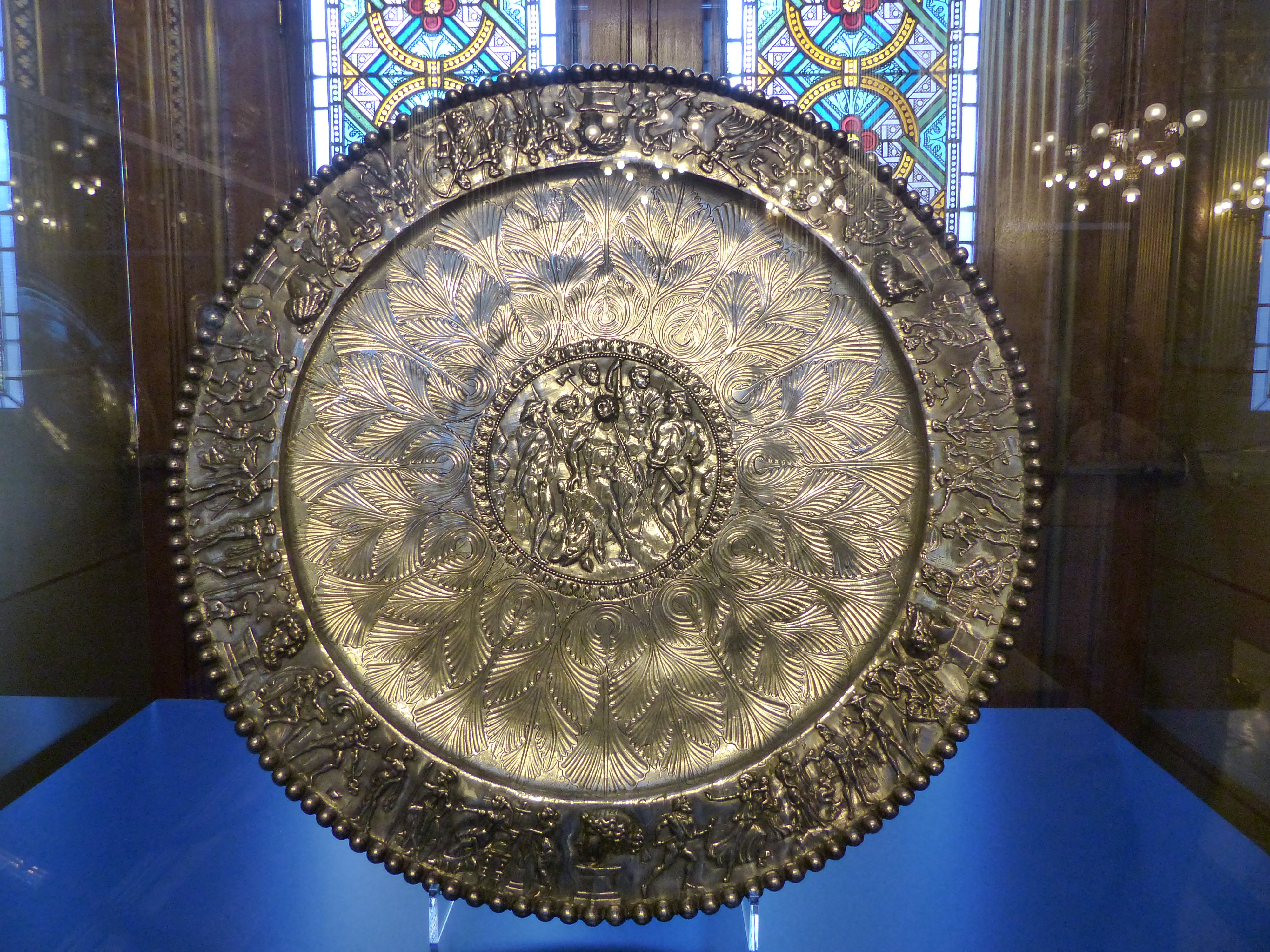
A Meleagros-tál talán Seuso nászajándéka volt; Meleagrost, a kalüdóni vadkan megölőjét általában szakálltalan ifjúként, rendszerint meztelenül vagy csak vállára vetett könnyű köpennyel ábrázolták

Ennek ellenére a kincslelet első hét darabja 2014 márciusában visszakerült Magyarországra, majd a székesfehérvári Szent István Király Múzeumban ki is állították a műkincseket. A lelet visszahozatalával kapcsolatos ügy részleteit nemzetbiztonsági okok miatt 30 évre titkosították. Mint később kiderült, Norman Palmer brit szaktekintély meghatározó szerepet játszott a megegyezésben, így kerülhetett vissza Magyarországra a kincs. Baán László azt közölte, hogy egy angol testvérpárral vették fel a kapcsolatot, majd ezután többször megvizsgálhatták a kincseket. A testvérpár tagjai "birtokosai voltak" a kincseknek, akikkel közvetlen kapcsolatba került a magyar kormány.
A magyar állam a kincsek őrzési jogáért 15 millió eurót (kb. 4,5 milliárd forintot) fizetett. Ez egyfelől a lelet feléért másfélszer magasabb a néhány évvel korábban felmerült – a teljes meglévő készletért kért – árnál, másfelől jóval kisebb, mint az az összeg (40 millió font, 2014-es áron max. 16 milliárd forint), amennyi a teljes leletegyüttes kikiáltási ára volt 1990-ben, a New York-i Sotheby’s aukciós ház árverésén, ahol először bukkantak fel a műkincsek.
2016 tavaszán a kincseket teljes titoktartás mellett a Magyar Tudományos Akadémia Atommagkutató Intézetében, az Atomkiban vizsgálták. 2017 márciusában a Magyar Nemzeti Múzeum 2017-es régészeti tervei közé felvette a kincsek 1976-os feltételezett megtalálási helyének kutatását.
2017. július 12-én Orbán Viktor miniszterelnök bejelentette, hogy hazakerült a Seuso-kincsek további 7 darabja. A Magyarországra visszakerült hét, még hiányzó műtárgy, az Achilles- és a Meleagros-tál, az állatalakokkal díszített kancsó, az amfora, a Hippolytos-kancsó és a két, díszítésében a Hippolytos-kancsóéval rokon vödör volt. Az Országházban történt bejelentés alkalmával a miniszterelnök kijelentette: „Kötelességünket teljesítettük, és visszaszereztük a Seuso-kincsek páratlan fontosságú, felbecsülhetetlen értékű leletegyüttesének második hét darabját.” A magyar kormány 8,6 milliárd forint kompenzációs díjat fizetett a Seuso-kincs újabb hét darabjáért a leletegyüttest birtokló személyeknek.

## Vándorkiállítás 2017–2018
Az egyetemes antik kultúra egyik legnagyobb értékű leletének magyarországi bemutatására az 1634/2017. (IX. 11.) számú kormányhatározat szerint vándorkiállítást szerveztek, ennek keretében Kaposvárott, Kecskeméten, Miskolcon, Nyíregyházán, Zalaegerszegen és Székesfehérvárott (utóbbi településen már második alkalommal) megtekinthető volt a leletegyüttes. A Seuso-kincs vándorkiállítása 2017. október 29-én a Magyar Nemzeti Múzeum szervezésében indult el, elsőként a székesfehérvári Szent István Király Múzeumban állították ki a műtárgyakat.

## Az MTA Seuso-munkabizottság tudományos programja
A visszahozott kincseket a Országházban állították ki, ahol végre megtekinthetővé váltak a nagyközönség számára is. Az MTA Seuso munkabizottsága folytatja munkáját, amely 2014 óta nyolc alprojektben zajlik. A Seuso Munkabizottság elnöke Török László akadémikus, aki egyben a Magyar Tudományos Akadémia Régészeti Bizottságának elnöke, valamint az Ókortudományi Társaságnak a főtitkára. A munkabizottság célja, hogy elvégezze a teljes Seuso-kincs mindenre kiterjedő tudományos feldolgozását a tárgyak dokumentálását, lelőhelyük kutatását, a tárgyak készítési helyének vizsgálatát, történeti, társadalmi, ikonográfiai és művészettörténeti értelmezését.
Alprojektek
1. a legkorszerűbb képalkotó technikák alkalmazásával a tárgyak jelenlegi állapotának fényképes és szöveges dokumentálása. Sérülések, beavatkozások feltárása
2. a műhely- és mesterkéz-azonosítási kérdések tisztázása a természettudományos és művészettörténeti kutatásokhoz
3. az archeometriai kutatás elvégzése, amelynek célja a tárgyak anyagtudományi feldolgozása, hogy tisztázható legyen a Seuso-kincs nyersanyaga, összetevőinek meghatározása. A darabok összefüggéseinek feltárása, az elsődleges elrejtés lehetséges körzetének megállapítása
4. a régészeti kérdések tisztázása
5. a Seuso-kincs társadalmi és történeti kontextusának megállapítása
6. a tárgyak ikonográfiájának feldolgozása
7. a művészettörténeti szempontú interpretálás
8. a kincs modern kori történetének feldolgozása[180]

## Állandó kiállítása a Nemzeti Múzeumban
2018. június 27-től 2019. március 31-ig időszaki kiállítás nyílt Budapesten, a kincs végleges őrzési helyén, a Magyar Nemzeti Múzeumban. Ezt követően 2019. június 28-án nyitották meg a 4. századi Pannonia kultúráját bemutató, új kiállítás részeként, a leletegyüttes darabjait bemutató „Pannonia fénye” című állandó kiállítást. Bemutatják a kései Római Birodalom elitkultúráját, a látogatók nyolc témán és számos pannóniai lelőhelyű luxustárgyon keresztül ismerhetik meg a rómaiak ezüsttárgyakhoz való viszonyát és azok római társadalomban betöltött kiemelt szerepét.

## A Seuso-kincs tárgyai
Régészek feltételezése szerint a kincs első feltárt darabja tulajdonképpen az a tárgy – egy ezüstből készült állvány – volt, amit előkerülése után ókori tripuszként regisztráltak, és amit még 1878-ban találtak, ugyanazon a Polgárdi közelében lévő szőlőhegyen, ahol később, az 1970-es években a lakomákhoz használt Seuso-kincs elrejtett tárgyait is felfedezték. A régészek számára a töredékek tripuszként való értelmezése és kiegészítése egyértelműnek tűnt akkoriban, hiszen hasonló leletek a Római Birodalom területéről nagy számban ismertek voltak. Később, a 2002-es restaurálásakor egy, az egyik Seuso-tálhoz pontosan illeszkedő állvány készült belőle. A szakemberek szerint a két különböző leletet olyan sok közös tulajdonság köti össze, hogy szinte bizonyos, hogy összefüggenek egymással.
A 2002-ben zajló restaurálás során megtaláltuk a probléma okát, mivel kiderült, hogy a polgárdi lelet töredékei nem egy háromlábú, hanem egy négylábú összecsukható állványhoz (quadripus) tartoztak. Ezt bizonyítja többek között az eredeti és a másolat lábon levő fülek egymás által bezárt 90 fokos szöge, a négylábú állványok kimutatható Kr. u. 4. századi használata és a fél négylábú állványt kiadó elrejtett töredékek felezésre utaló elosztása. Az állvány quadripusként ma már funkciójának megfelelően jól működik.
A Seuso-kincs tárgyainak többségénél az üres helyeket niellós technikával készített minták és domborítások töltik ki, ami ezüstből készült tárgyak díszítésére alkalmazott ötvöstechnikai stílus, és a római korból a 3–4. századból ismert. Ennél a technikánál a fémbe vésett vájatokat ezüst, réz és ólom, valamint kén keverékéből álló fekete masszával töltik ki, majd magas hőmérsékleten a tárgyat kiégetik, és végül a felületét egyenletesre csiszolják.

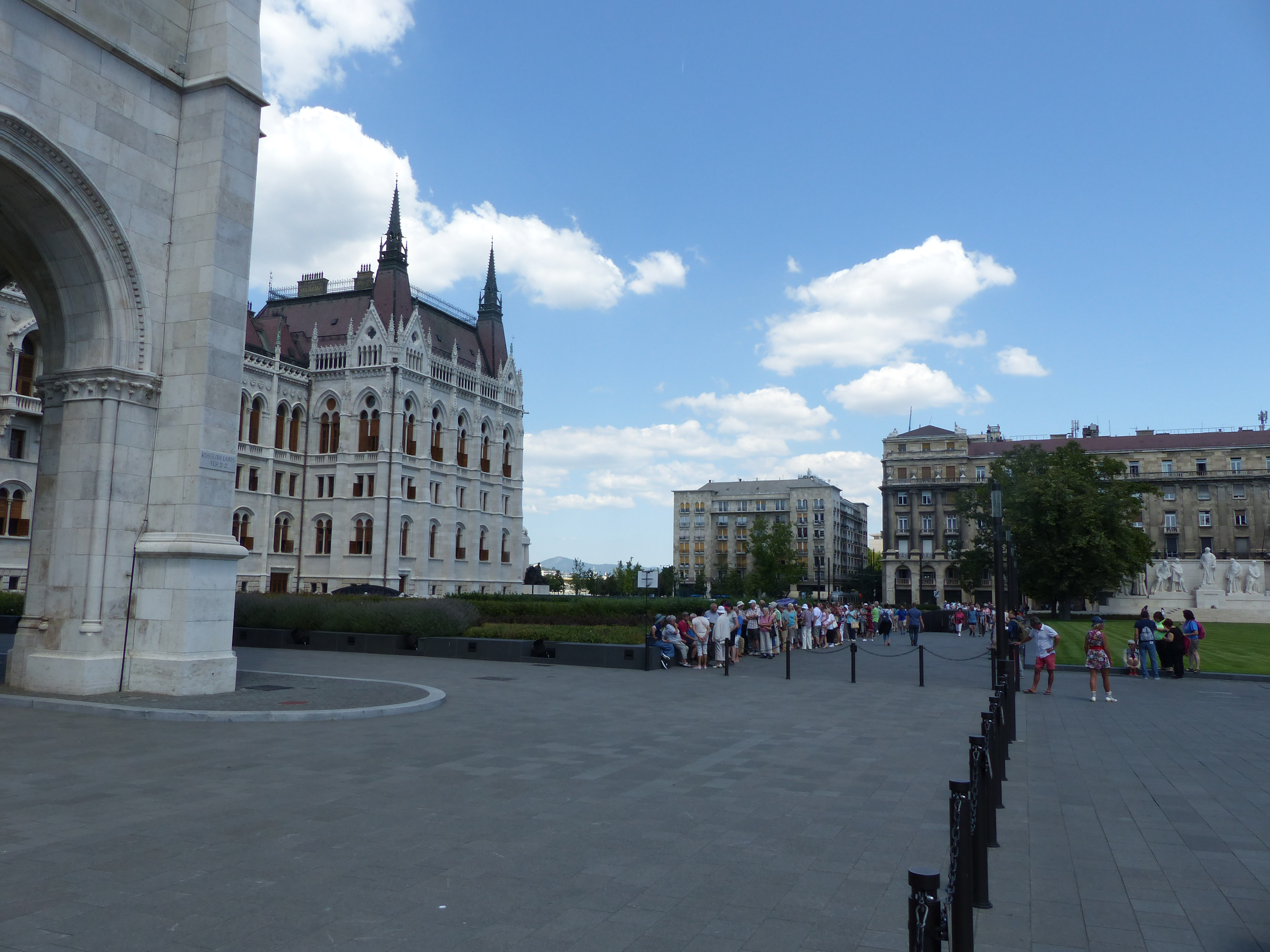
A Seuso-kincs megtekintésére várakozó érdeklődők az Országház előtt 2017. július 17-én

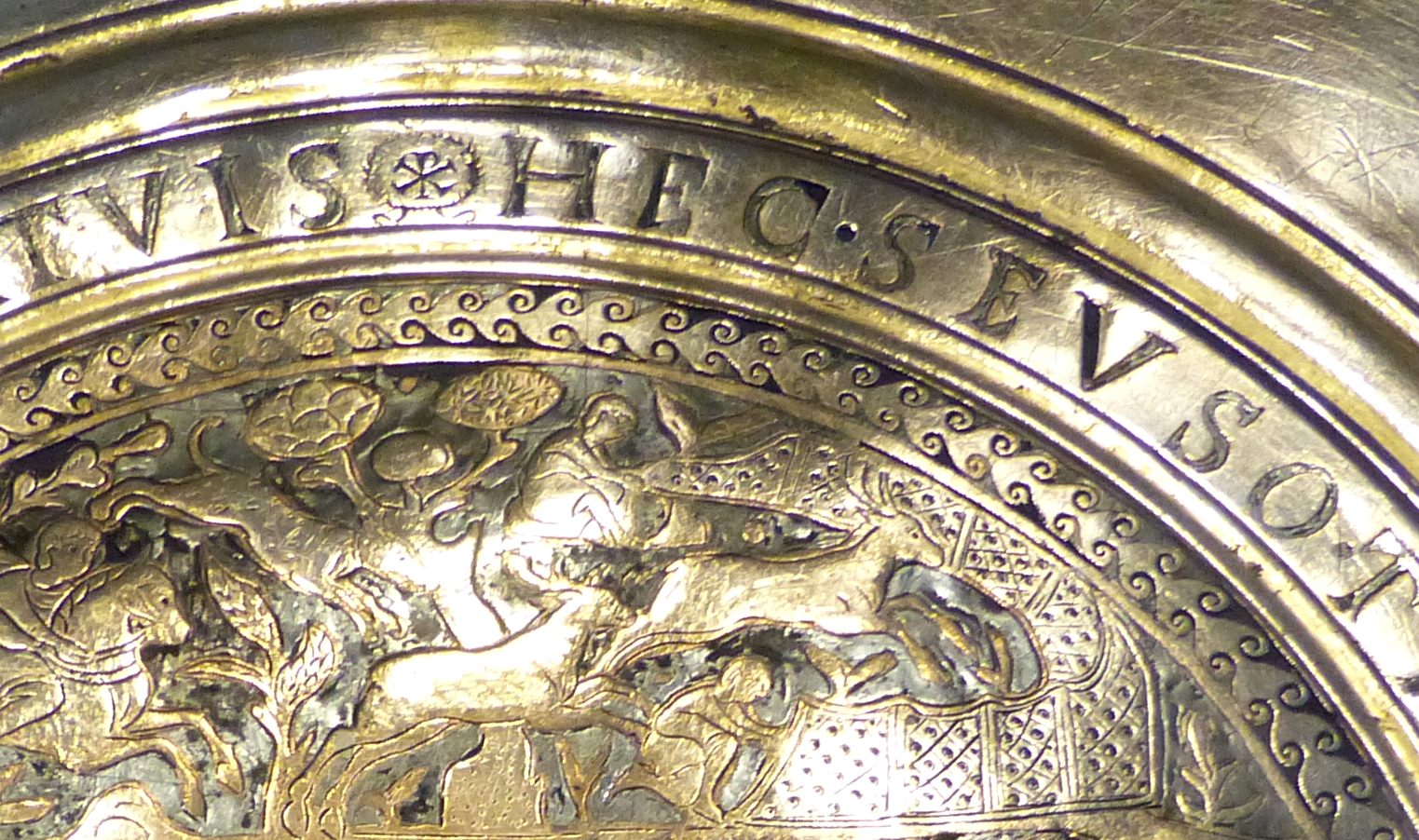
A krisztogram (☧) után kezdődik az ezüstbe vésett latin nyelvű körfelirat HEC SEVSO TIBI DVRENT PER SAECVLA MVLTA POSTERIS VT PROSINT VASCVLA DIGNA TVIS a vadásztálon

1. Vadász- vagy Seuso-tál (ezüst, aranyozott és niellós díszítéssel), szélessége 70,5 cm, tömege 8873 gramm
2. Meleagros-tál (ezüst, vésett és domborműves díszítéssel), szélessége 69,4 cm, tömege 8606 gramm
3. Achilles-tál (ezüst, vésett és domborműves díszítéssel), szélessége 72 cm, tömege 11 786 gramm
4. Geometrikus tál (ezüst, niellós díszítéssel), szélessége 64,2 cm, tömege 7150 gramm
5. Amfora (ezüstből készült dugóval), magassága 38,5 cm, tömege 2506 gramm
6. Dionüszikus jelenetekkel díszített kancsó (domborműves aranyozott ezüst), magassága 43,5 cm, tömege 3000 gramm
7. Cirkuszi állatjelenetes fedeles kancsó (aranyozott ezüst, niellós díszítéssel), magassága 51 cm, tömege 3983 gramm
8. Hippolytus készlet vödör A, magassága 22,7 cm, tömege 4436 gramm
9. Hippolytus készlet vödör B, magassága 22,9 cm, tömege 4478 gramm
10. Hippolytus készlet kancsó (fedéllel, domborműves aranyozott ezüst), magassága 57,3 cm, tömege 4051 gramm
11. Geometrikus kancsó A, magassága 52,8 cm, tömege 2804 gramm
12. Geometrikus kancsó B, magassága 55 cm, tömege 2671 gramm
13. Kézmosó medence, szélessége, 45,2–46,8 cm, tömege 2118 gramm
14. Illatszertartó szelence nyitható kúpos fedéllel (domborműves ezüst), magassága 32 cm, tömege 2051 gramm
15. Rézüst, magassága 32,5 cm, szélessége 83,5 cm[186][187][188][189]

A leletek közül a legtöbb fontos információt hordozó, a legjelentősebb, a nagyméretű, 70 centiméter átmérőjű, csaknem 9 kg súlyú vadásztál, amelyen körben a következő latin felirat olvasható: H(a)ec Sevso tibi durent per saecula multa Posteris ut prosint vascula digna tuis. A szövegnek több magyar fordítása is született: „Századokig, Seuso, néked tartson e néhány érdemes fémtál, szolgálja utódaidat is”, vagy: „Maradjanak meg neked sok évszázadon át ezek az edények, Seuso, és utódaidnak is méltón a hasznára váljanak.”, illetve: „Szolgáljon sok századon át, Seuso, ez a készlet, s használják hosszan büszke utódaid is!” (Kőrizs Imre fordítása) Az írást ezüst-szulfiddal mélyen belemaratták a dombormű körszegélyébe.
A körbe írt felirat elejét és végét egy  jel választja el. A krisztogram eredetileg Krisztus nevét rövidítő görög X (khí) és P (ró) összetételéből kialakult monogram volt, de Konstantin császár idejében római katonai, majd politikai jelképpé vált. A sztaurogram a Római Birodalom provinciáiban széles körben elterjedt, jellemző keresztény motívummá vált a krisztogrammal együtt, amelyet számos 4–5. századi emlék is bizonyít. Ilyen krisztrogramok a késő római császárkorban hivatalos államvallássá emelt kereszténység időszakában jelentek meg az oltárokon, falfreskókon, hivatalos pecséteken és pénzérméken egyaránt. Pannónia keleti részéről, Valeria provinciából azonban kereszténységről írott emlékeink nincsenek. Arról sem maradtak írásos bizonyítékok, hogy Gorsium-Herculia az ókereszténységben jelentős szerepet játszott volna. A feltárt gorsiumi bazilika sarkához az 5. század elején téglából keresztelő medencét építettek, ami azt jelentette, hogy akkortól költözött a városba a püspök. A feltárt 4. századi lakóház fűtőcsatornáiban talált nagy tömegű pénz pedig a kereskedelmi élet élénkségére utal.
Az ezüsttárgyakat egy üstben találták, amelynek két elemét körülbelül 6 milliméter távolságban „befogazták”, majd a fogakat egymásba illesztették és összeforrasztották. Abban az időben ezt a módszert csak Pannóniában használták.

## Galéria
A műkincs tulajdonjogát és Magyarországhoz kapcsolódását eldöntő vitában, a magyar fél perdöntőnek tartotta a »PELSO« feliratot a vadásztálon, amellyel egy Kossuth-díjas magyar régész, Szilágyi János György lokalizálta a lelet előtalálásának helyét, amikor 1984-ben a kaliforniai Getty Múzeumba került. Magyarország nem vevőként, hanem tulajdonosként lépett fel a kincs visszaszerzése érdekében. A kincset birtokló Spencer Douglas David Compton pedig nem tudta hitelt érdemlően bizonyítani hogyan jutott hozzá a Magyarországról kilopott kincsekhez. Egy ezüstállványt, a polgárdi quadripust a régészek a kincslelethez tartozó tárgyként említenek.

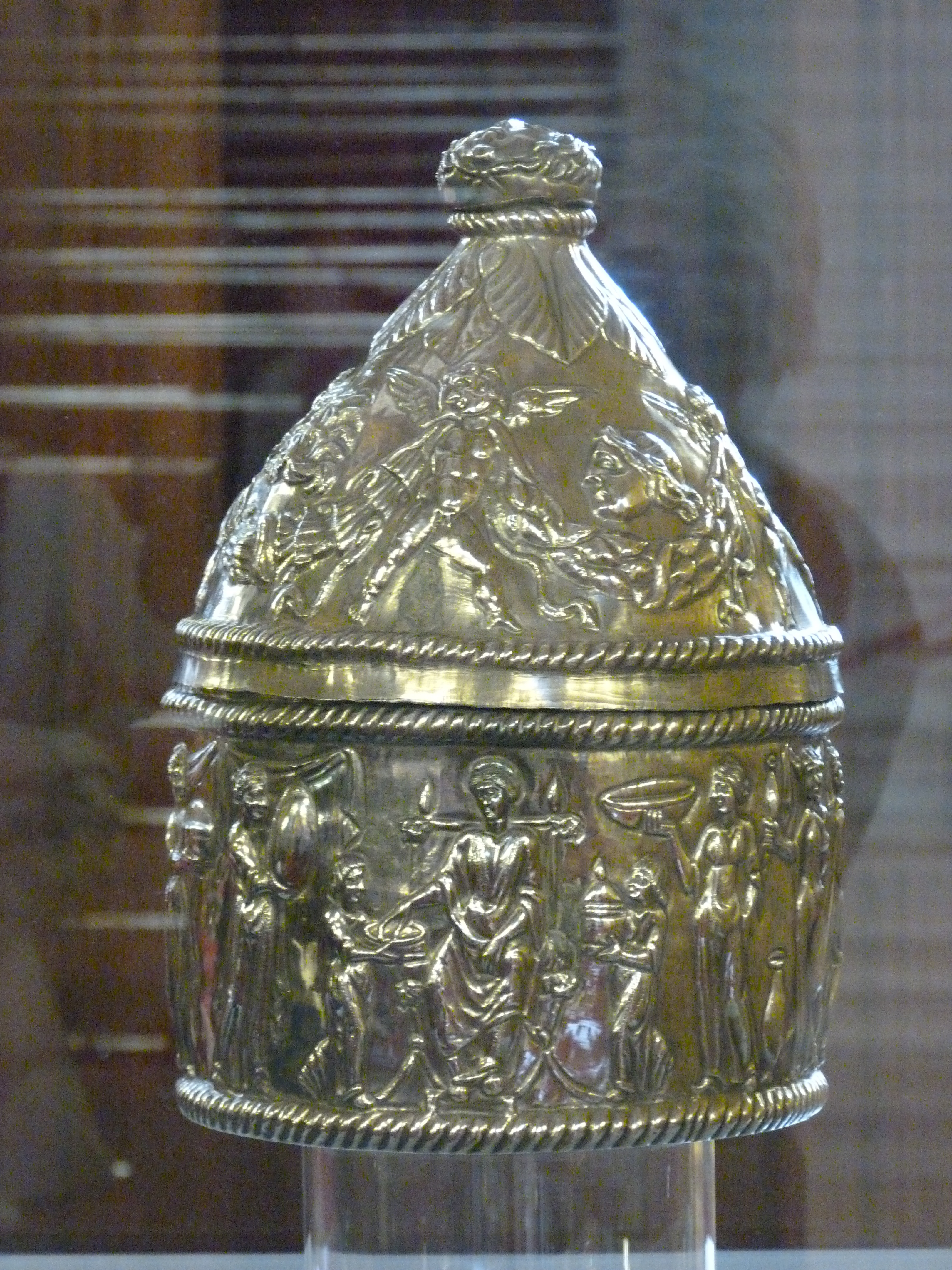
Illatszeres doboz
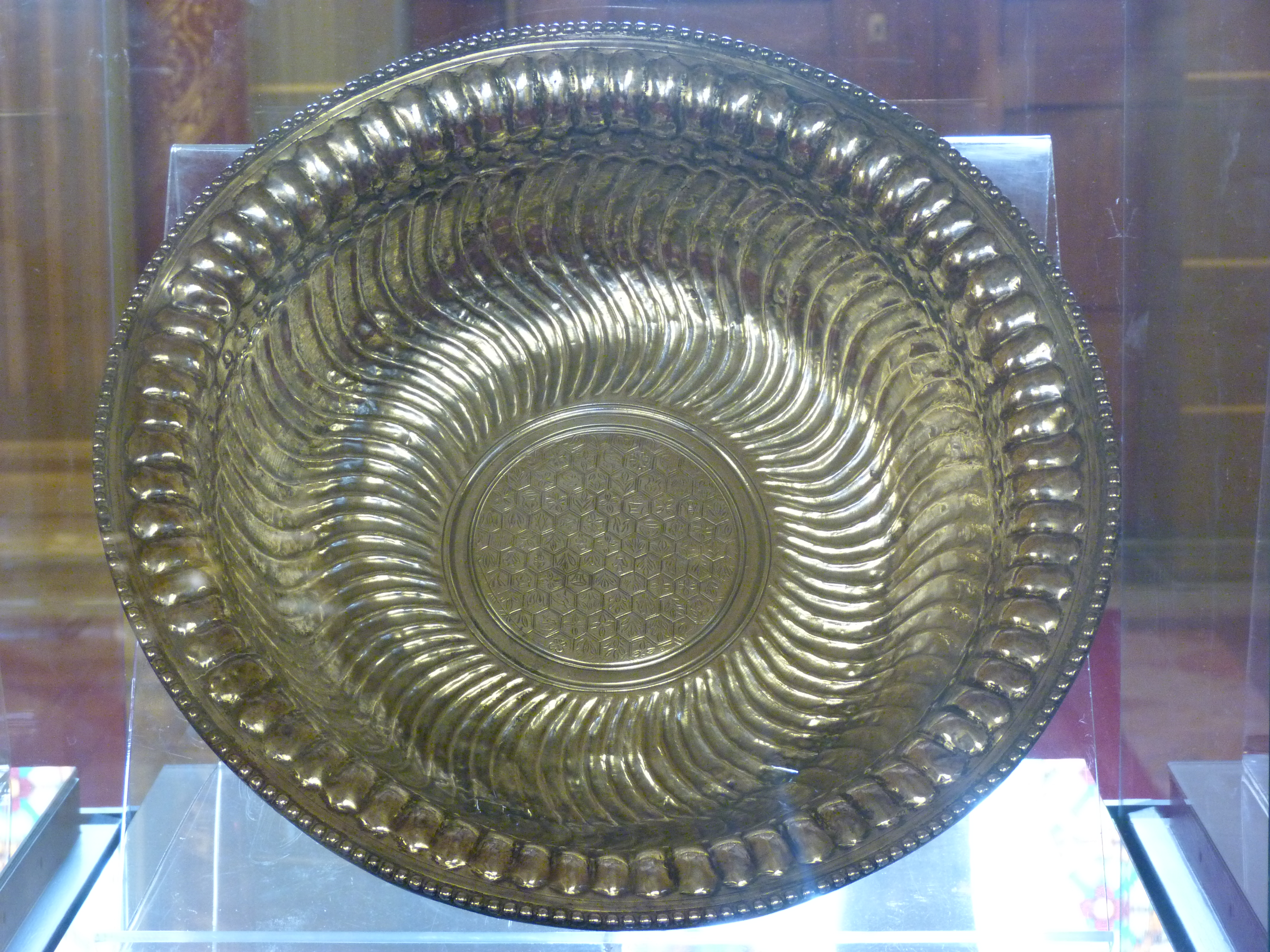
Mosdótál
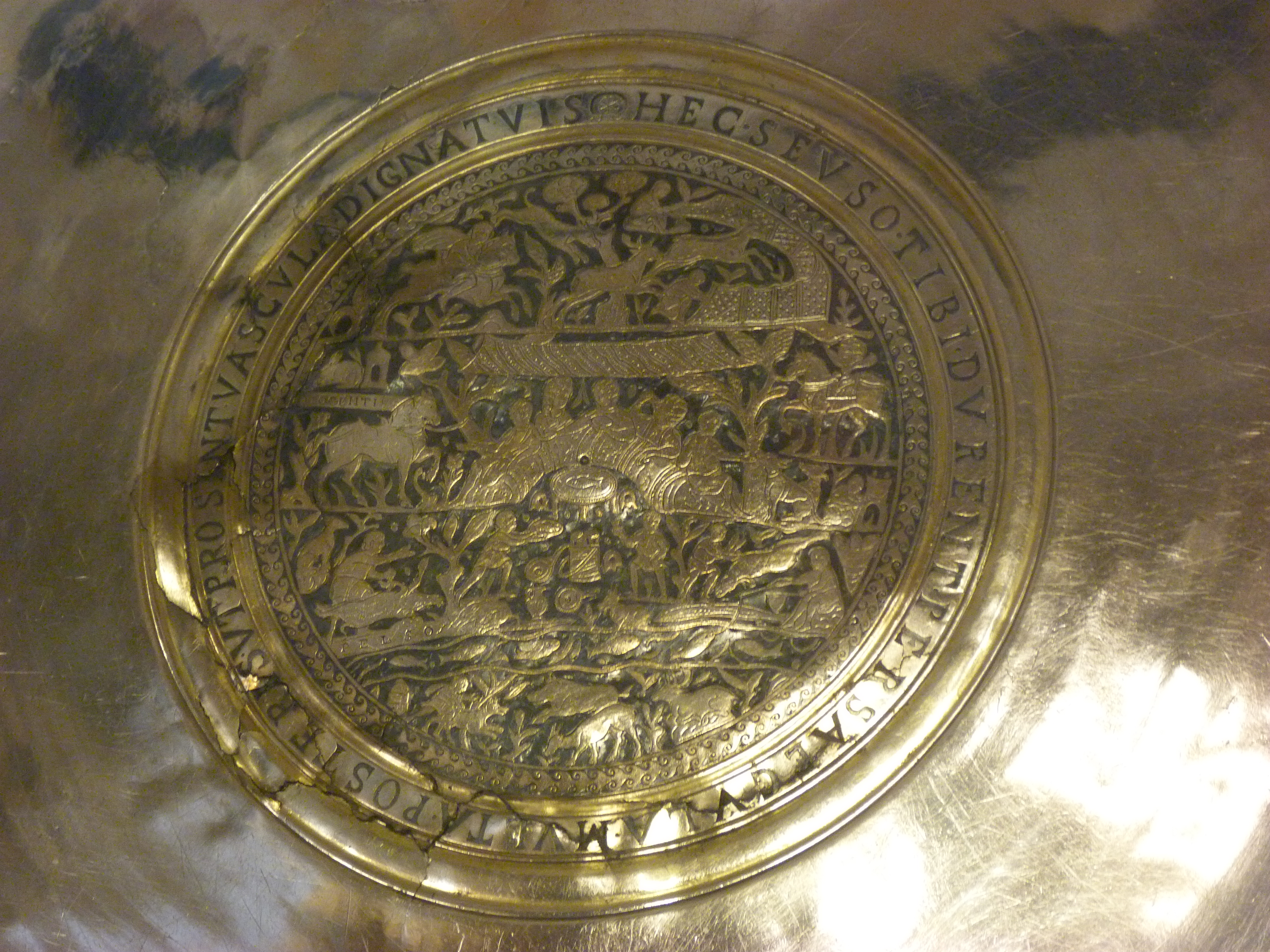
Vadásztál (részlet)
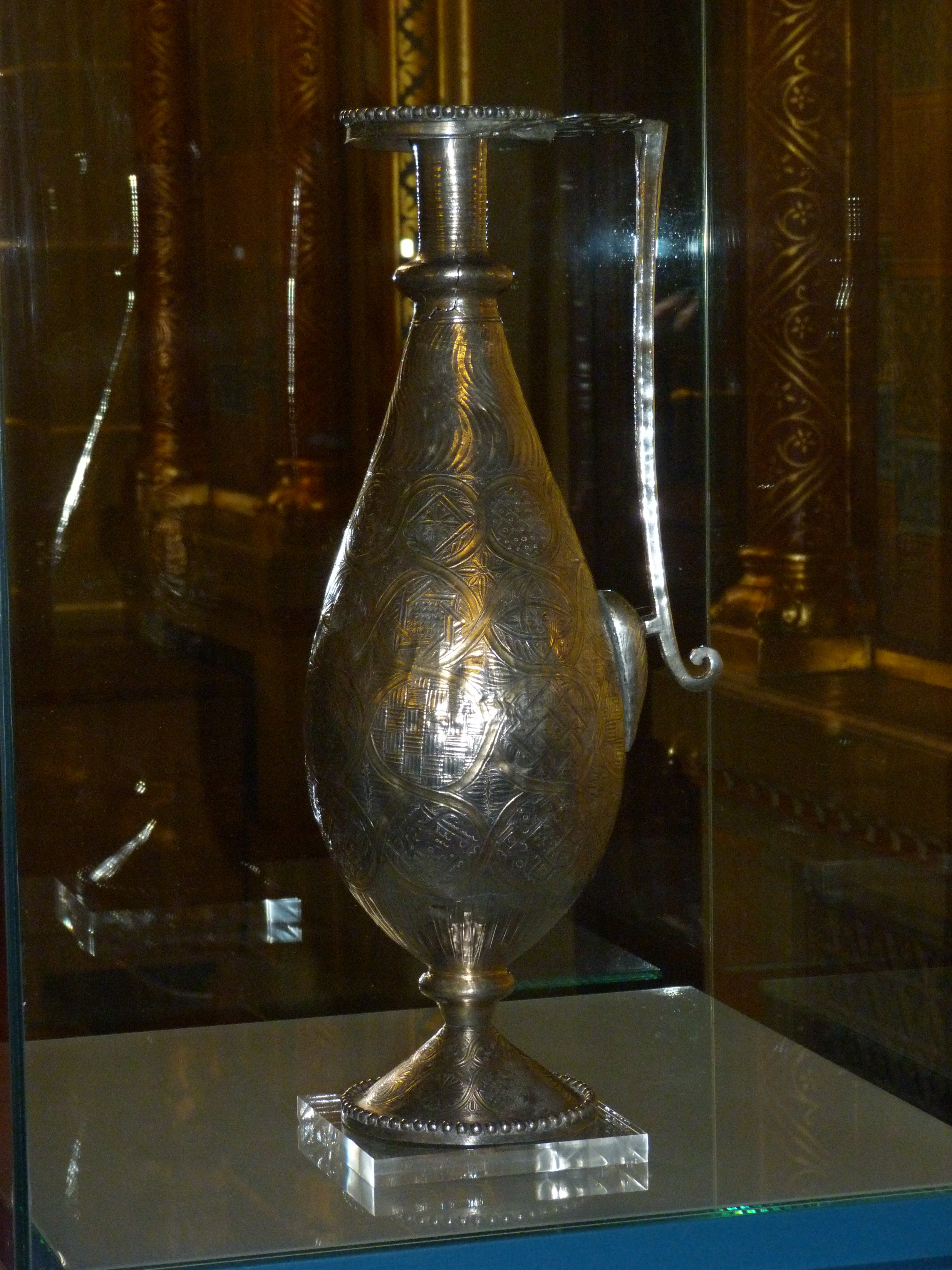
Geometrikus kancsó
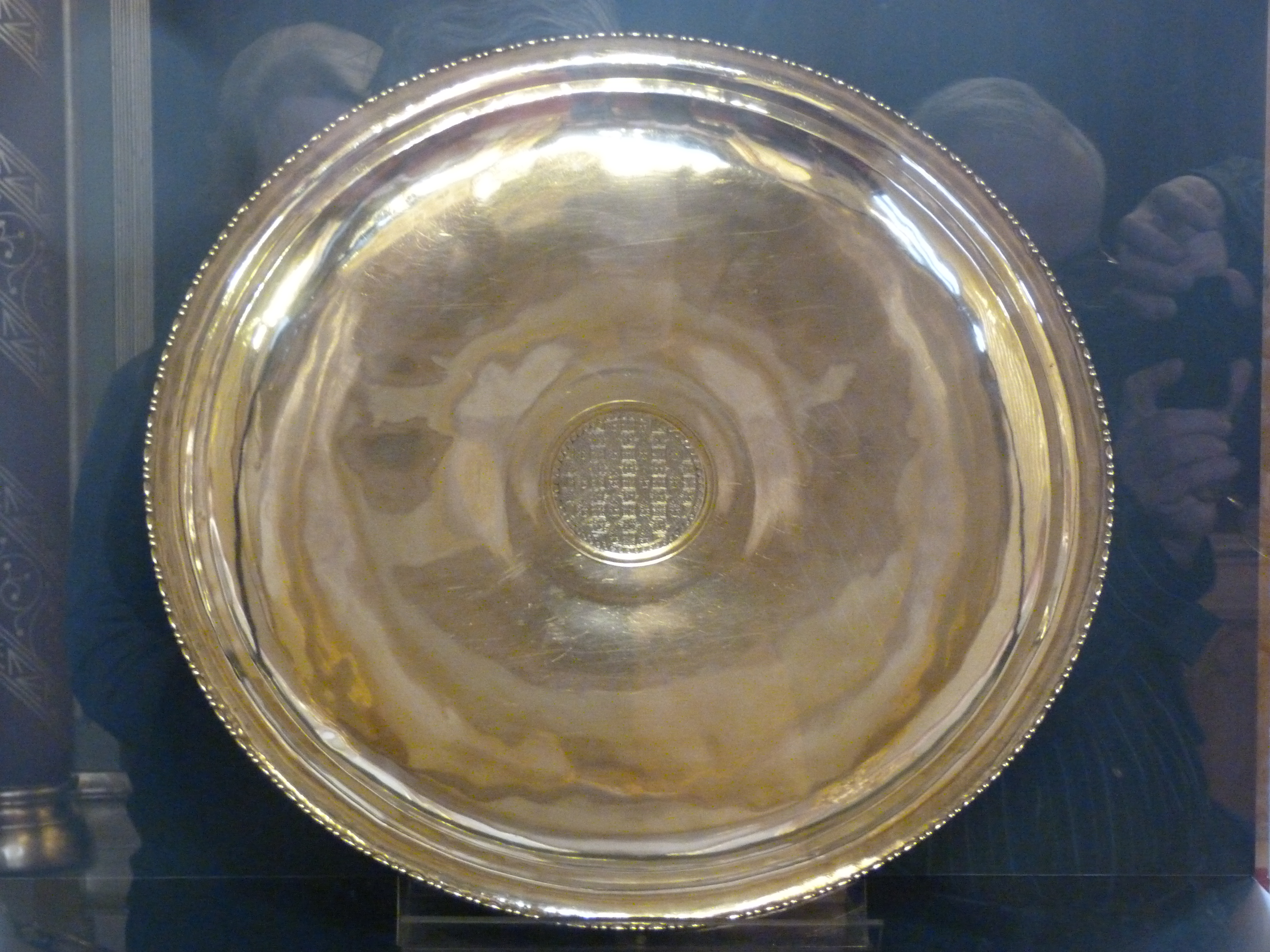
Geometrikus tál
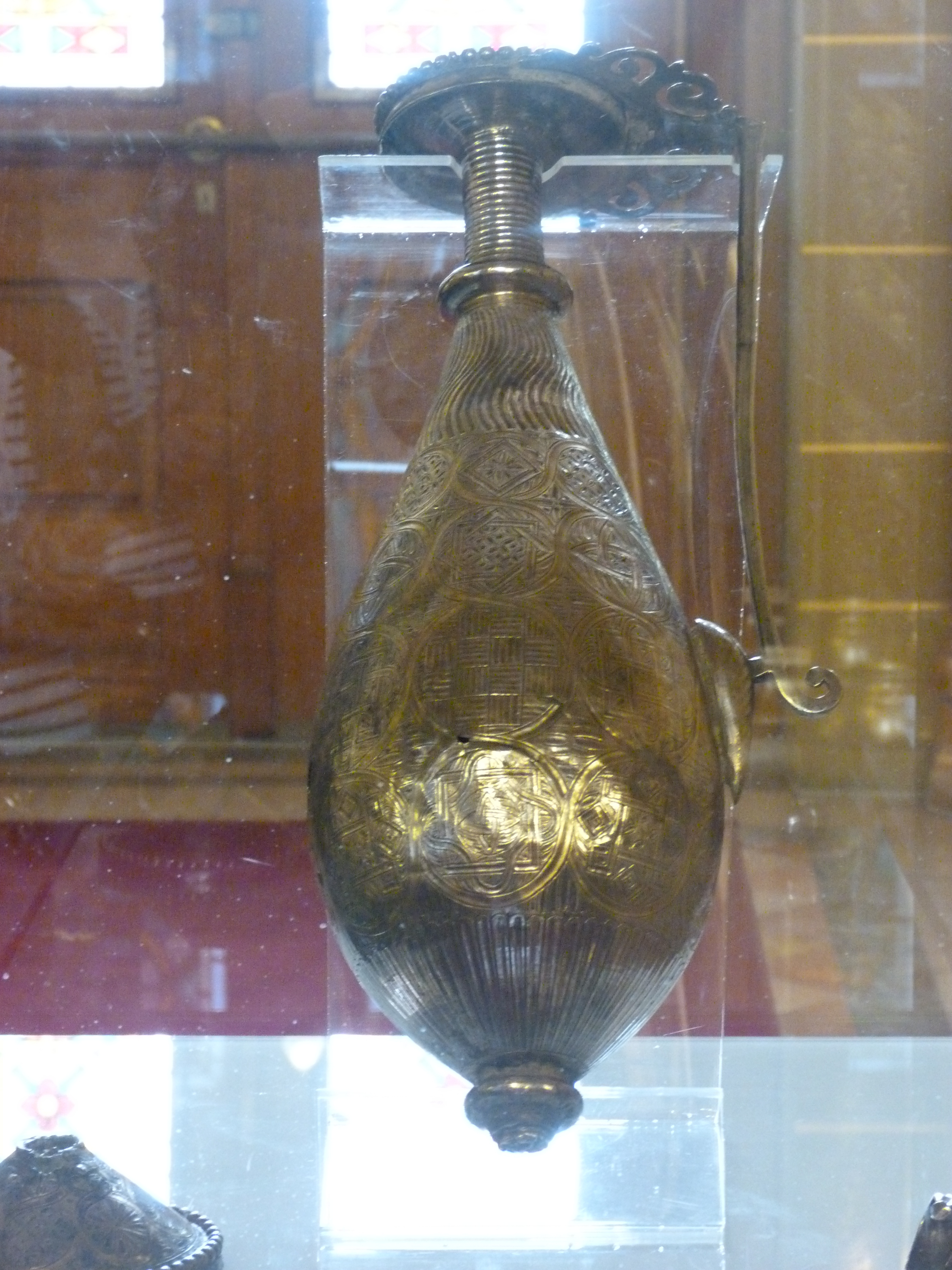
Díszes kancsó
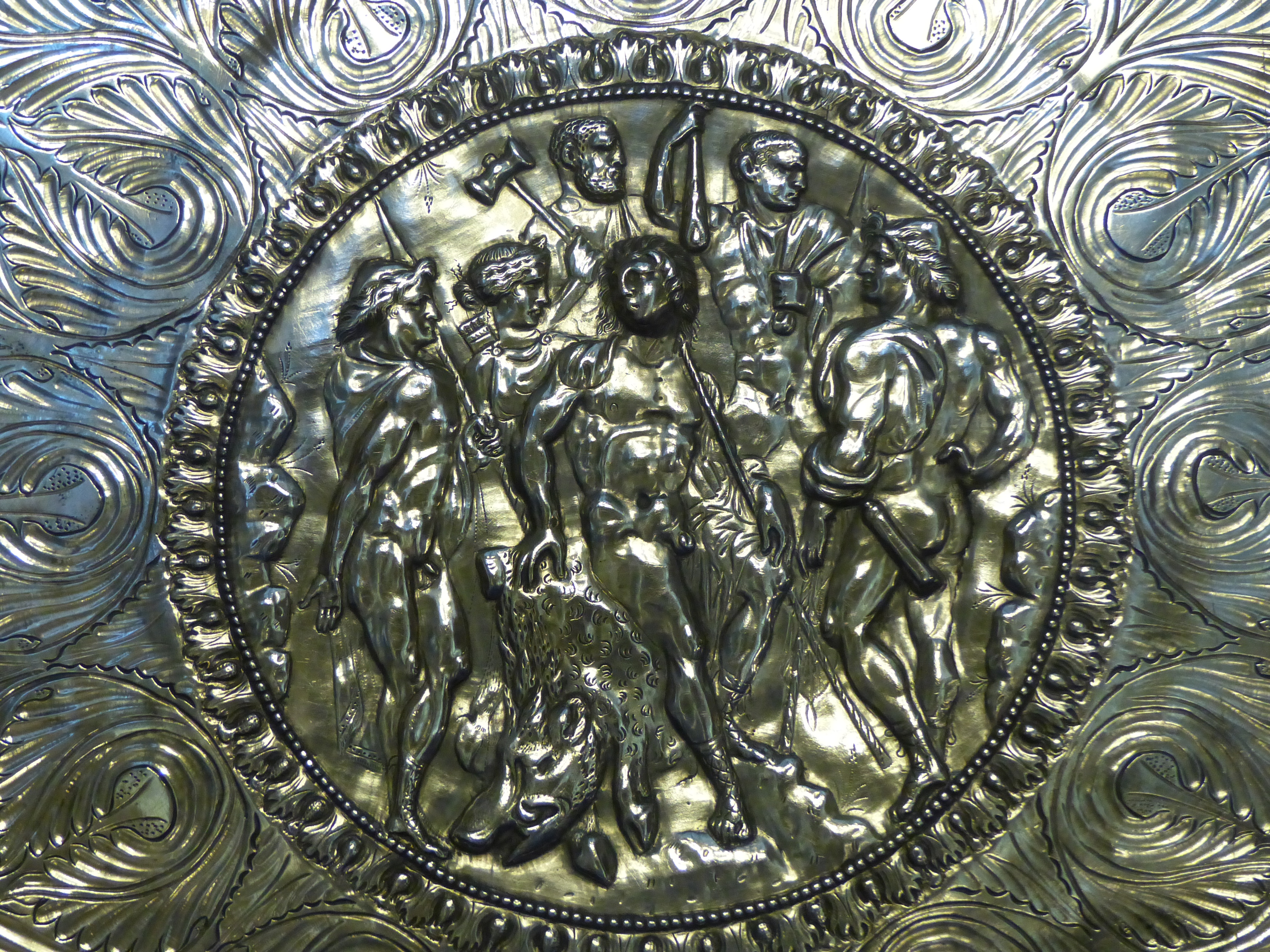
A Meleagros-tál domborműve
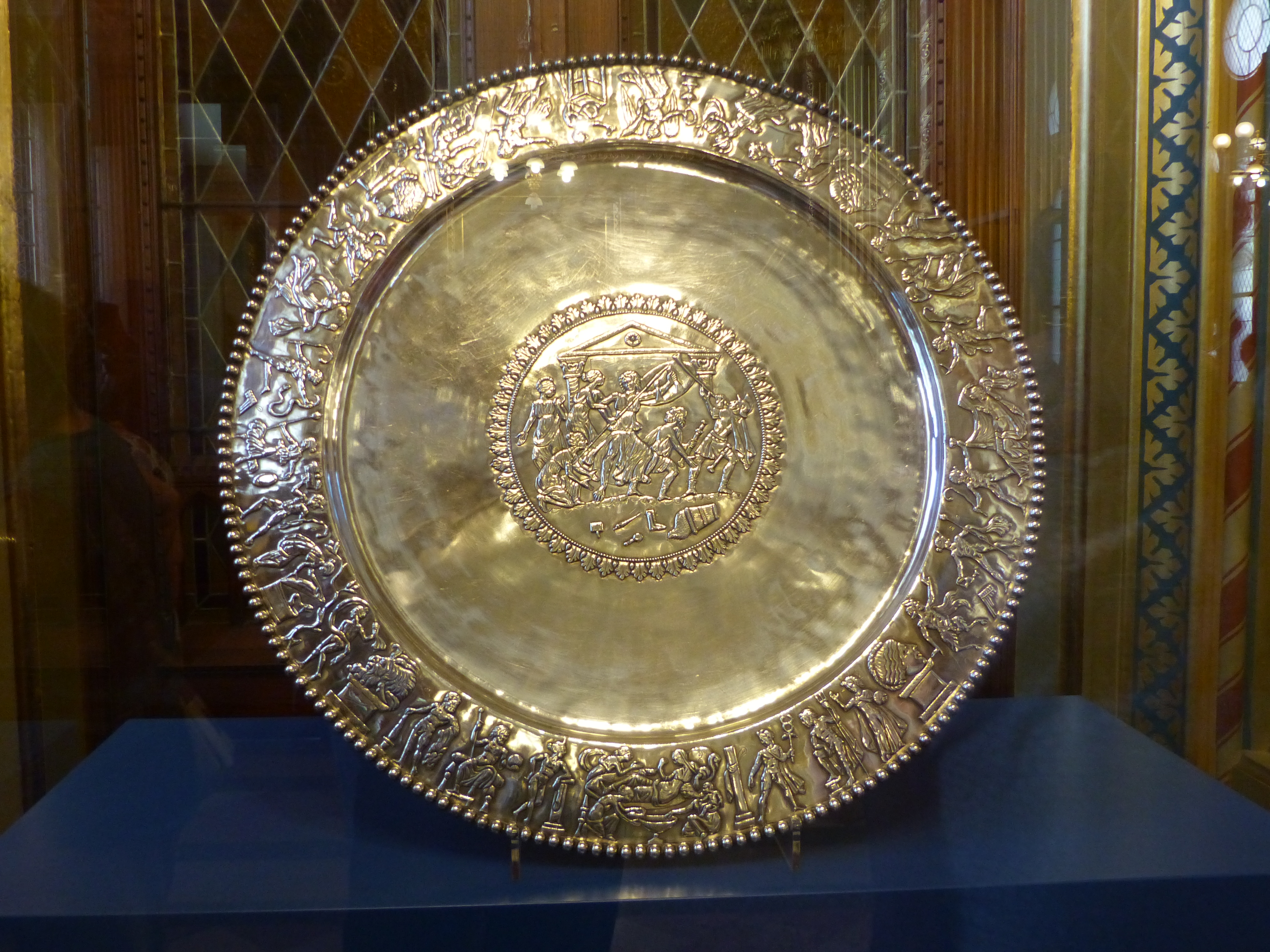
Achilles-tál
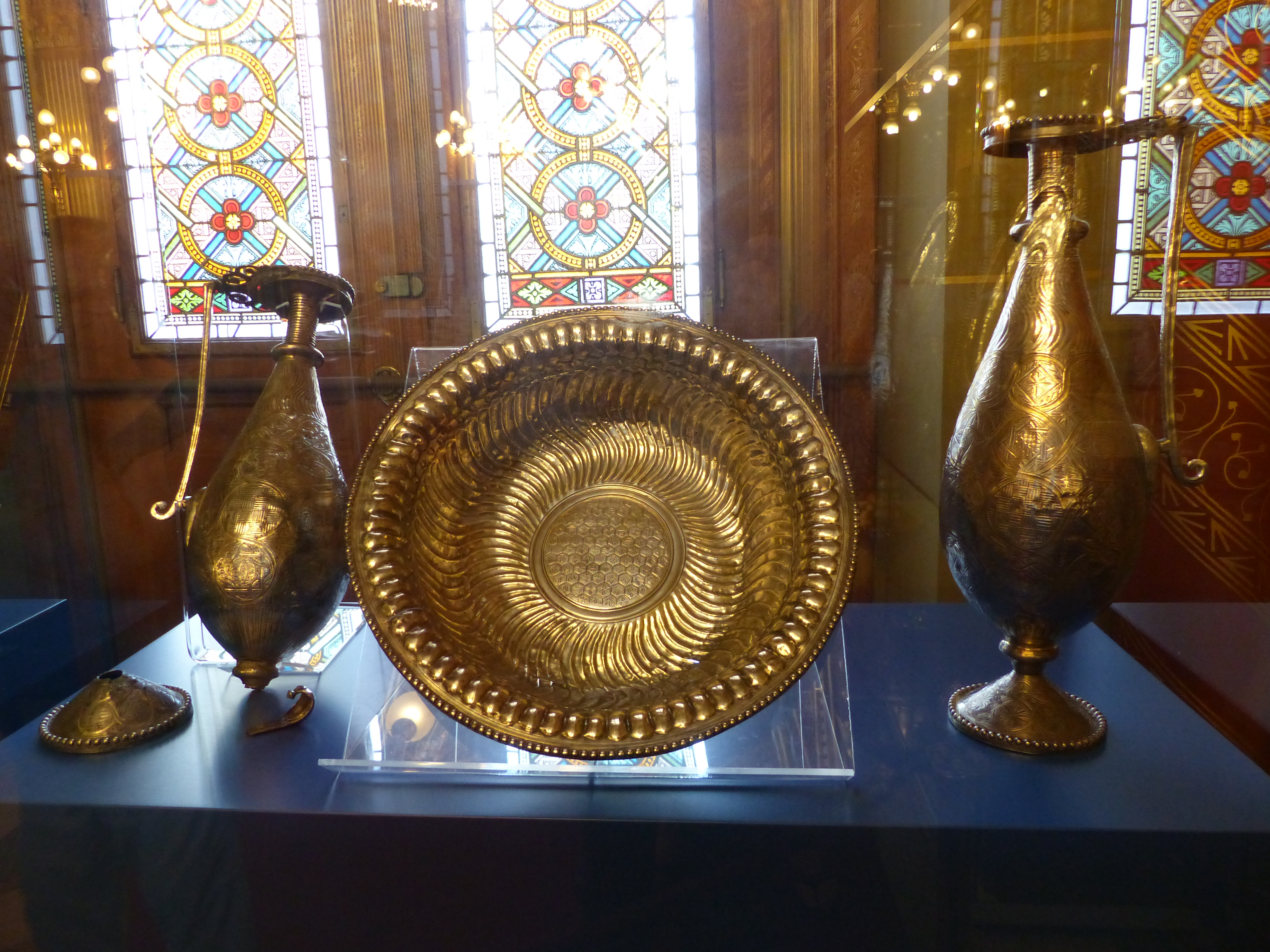
Mosdótál és kancsók
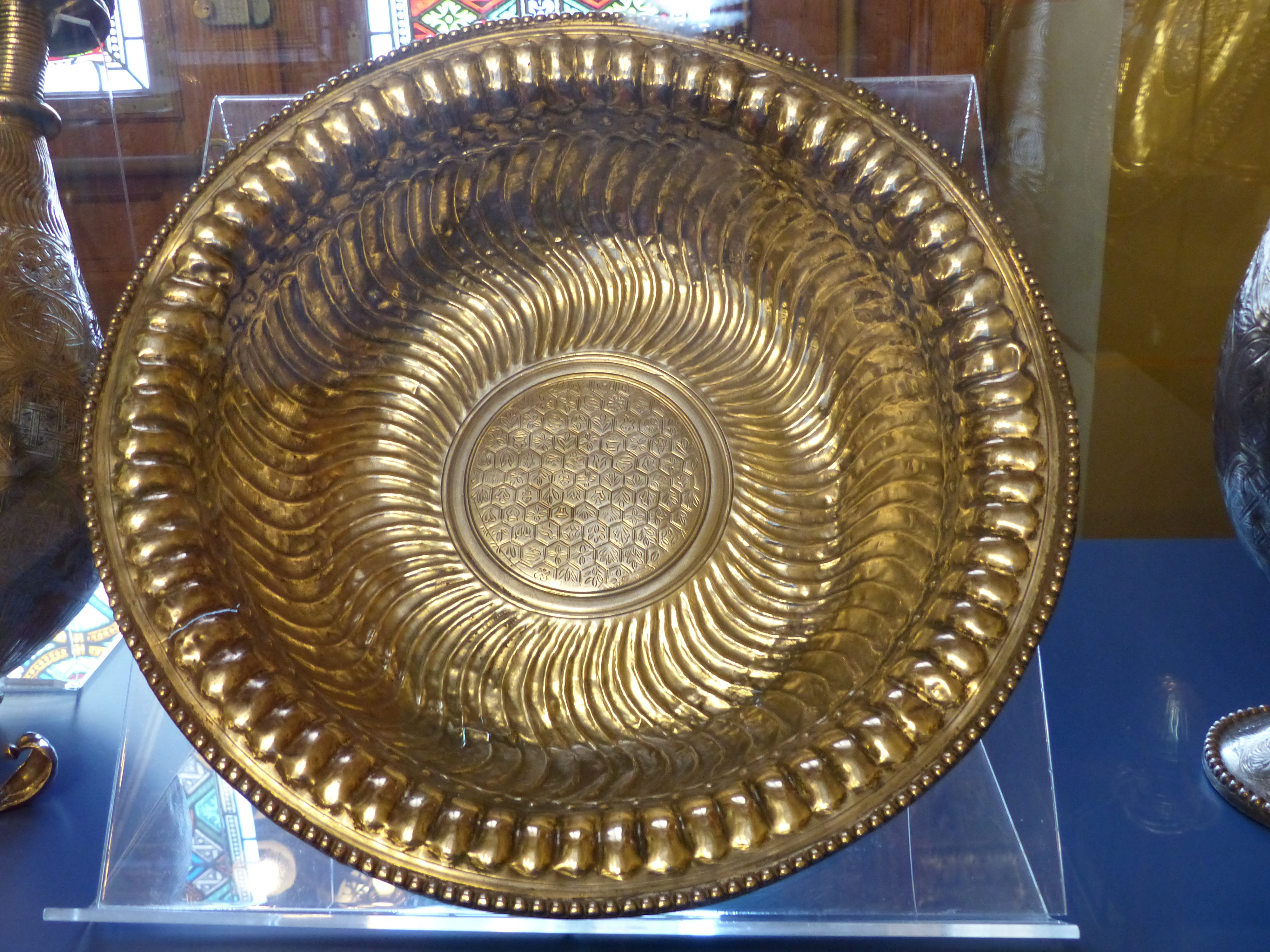
Mosdótál és kancsók
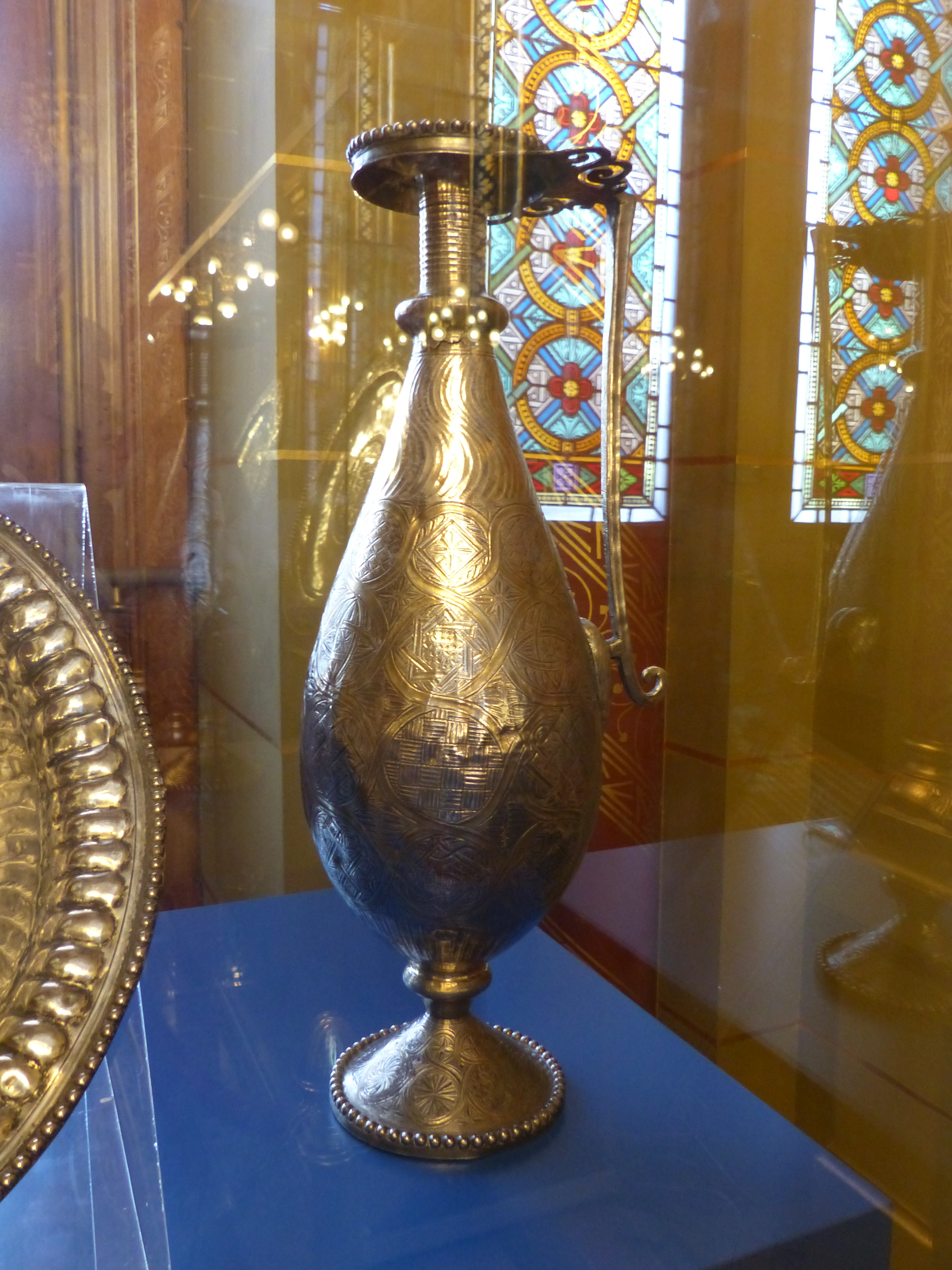
Mosdótál és kancsók
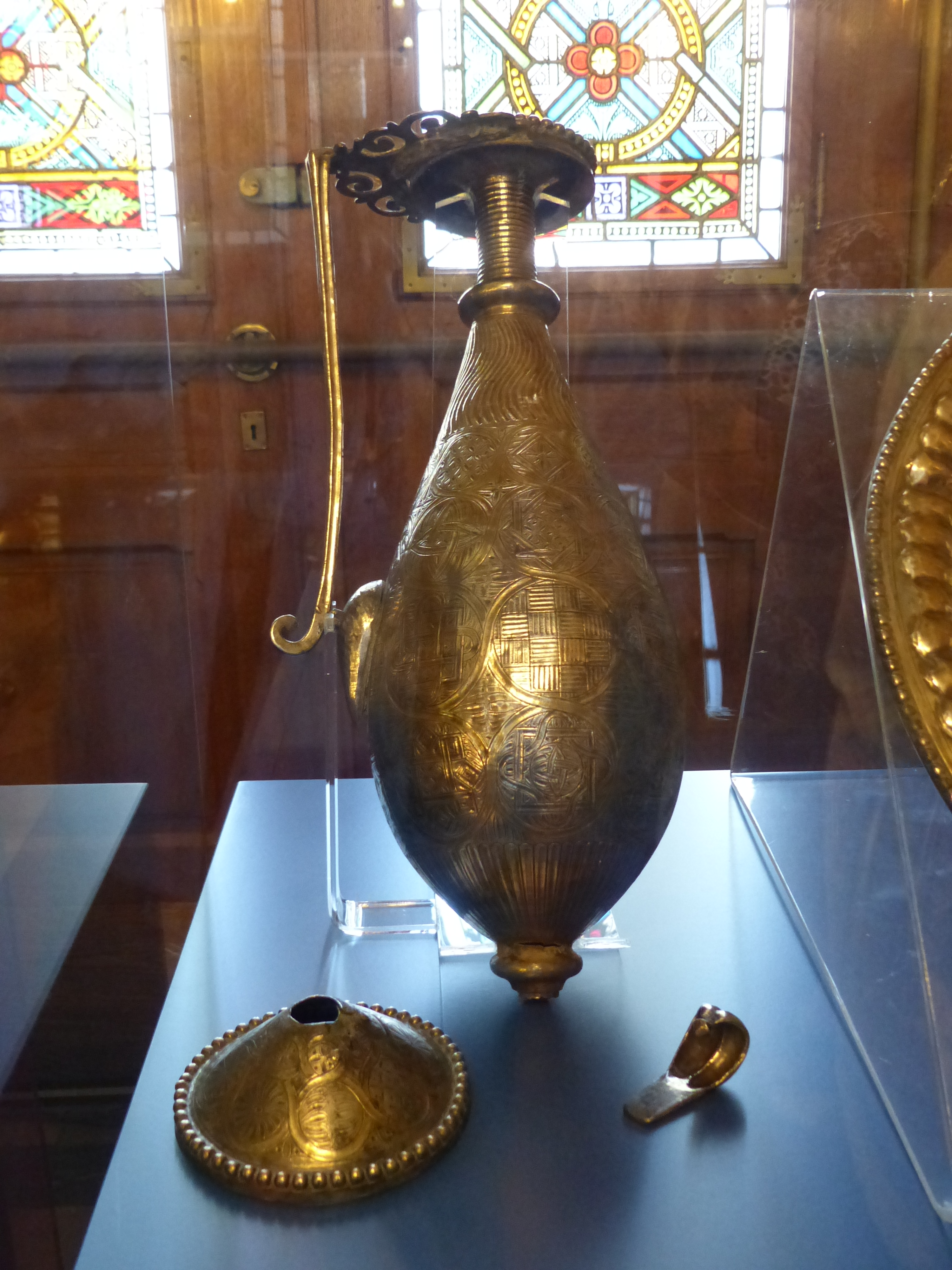
Mosdótál és kancsók
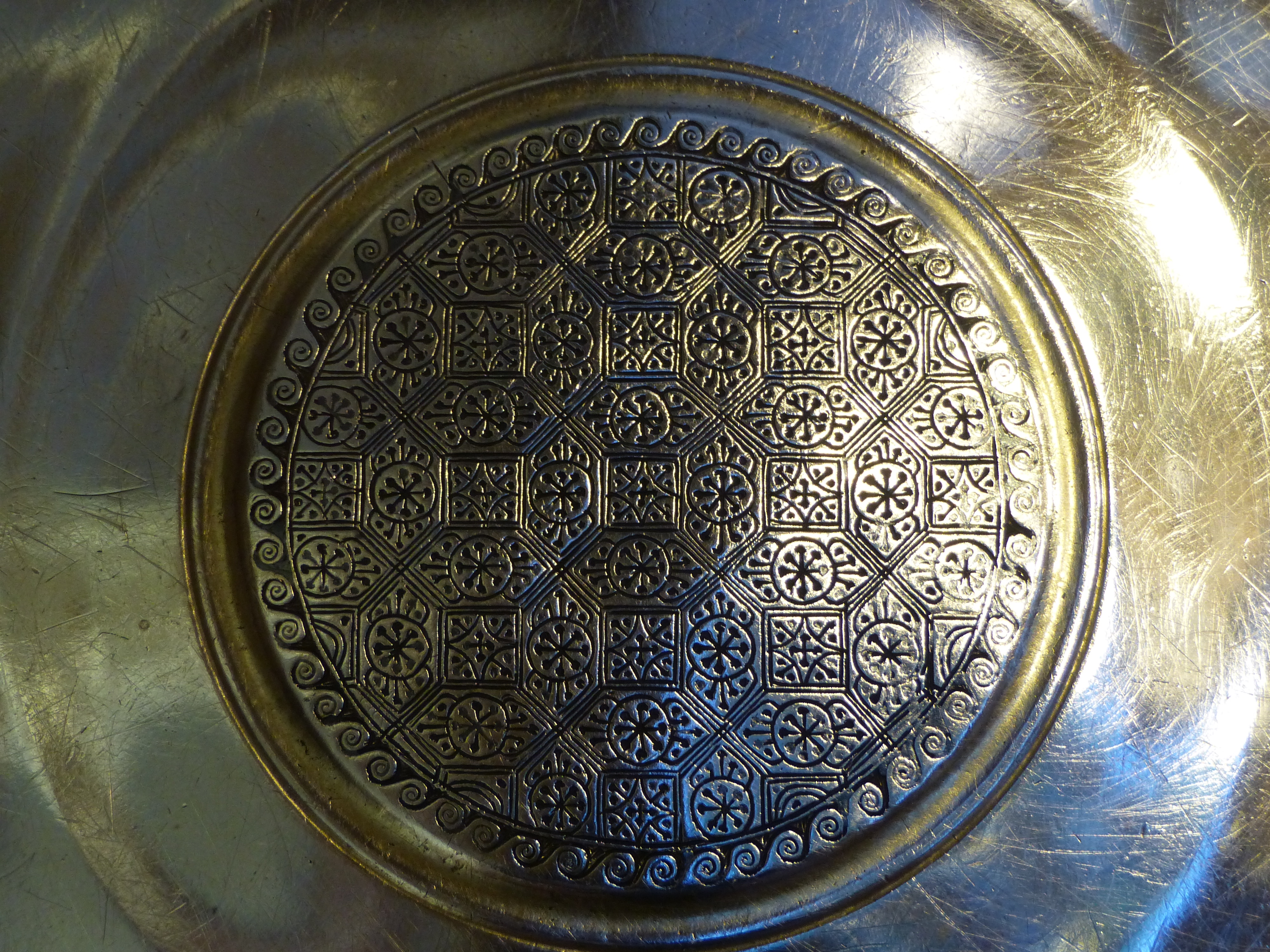
Geometrikus tál (részlet)
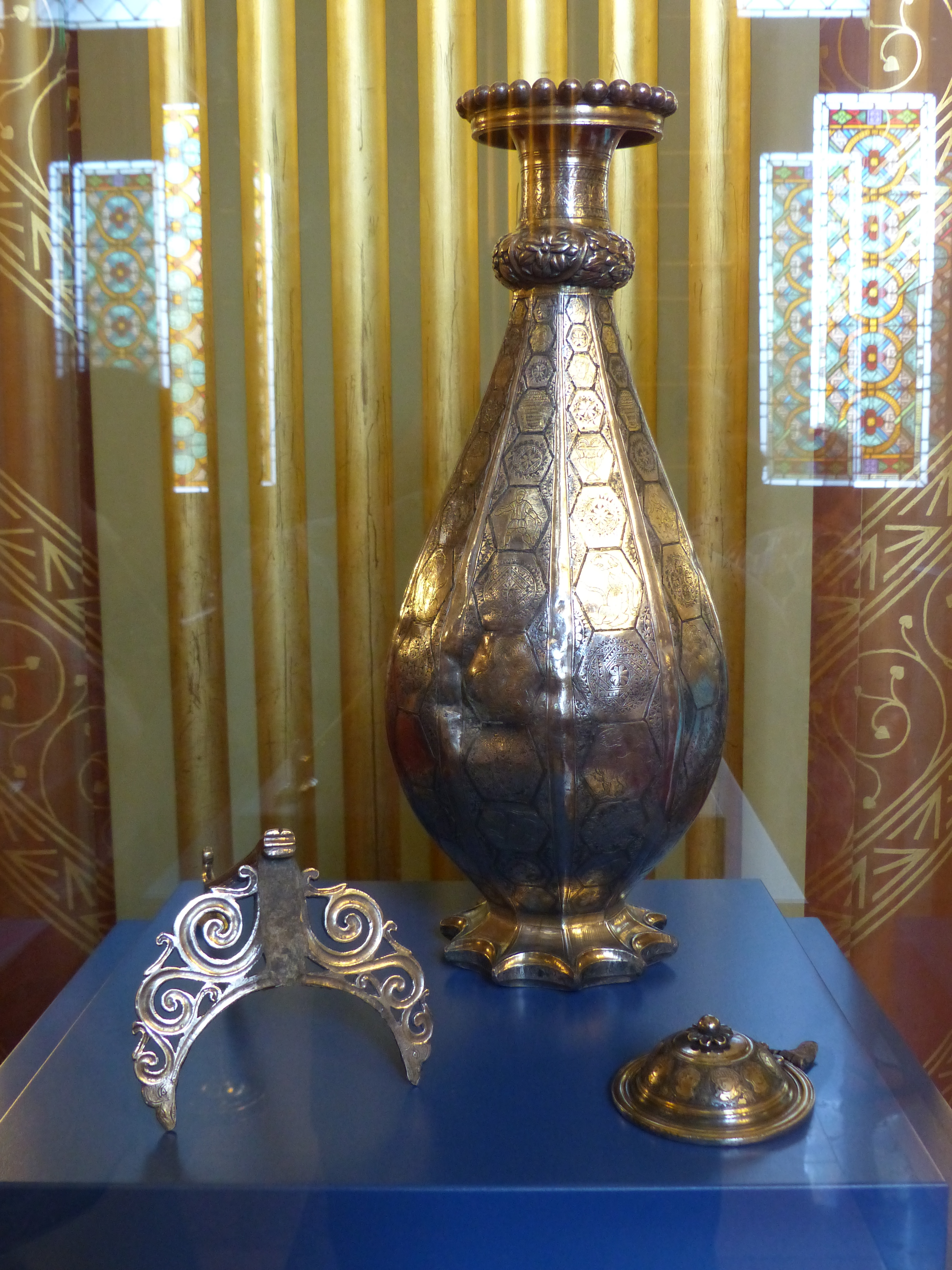
Állatalakos kancsó
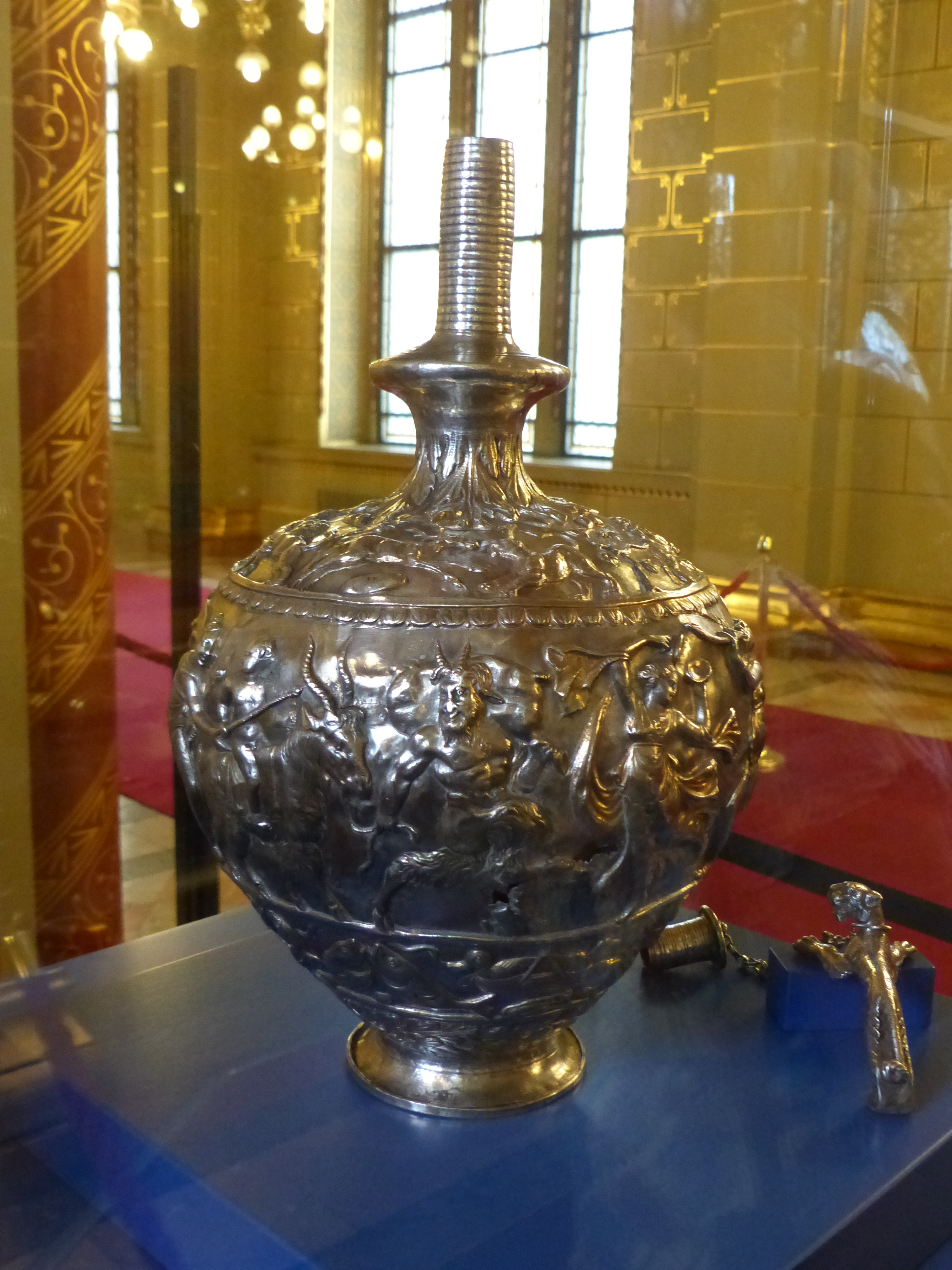
Dionüszosz-amfora
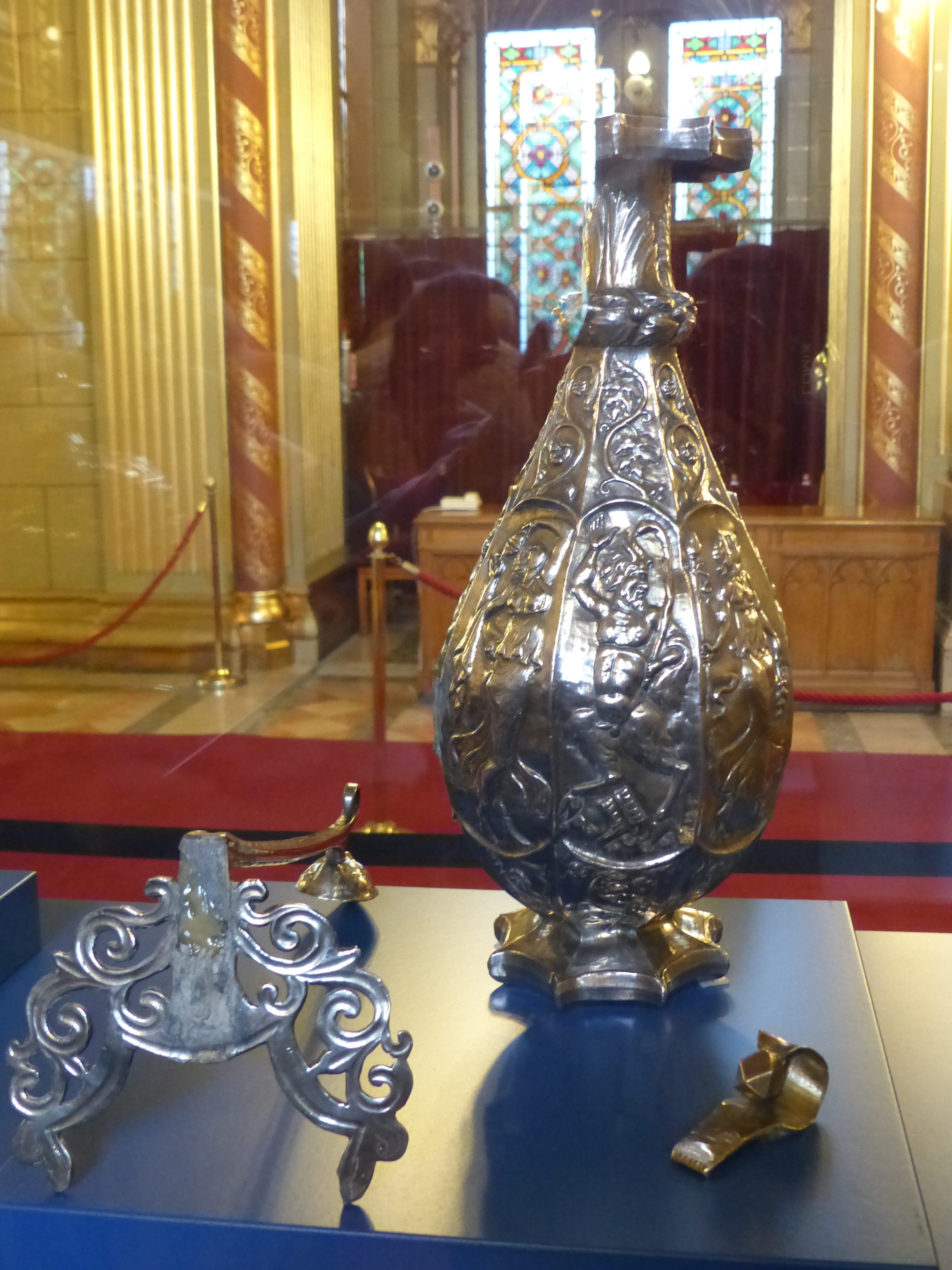
Dionüszosz-kancsó
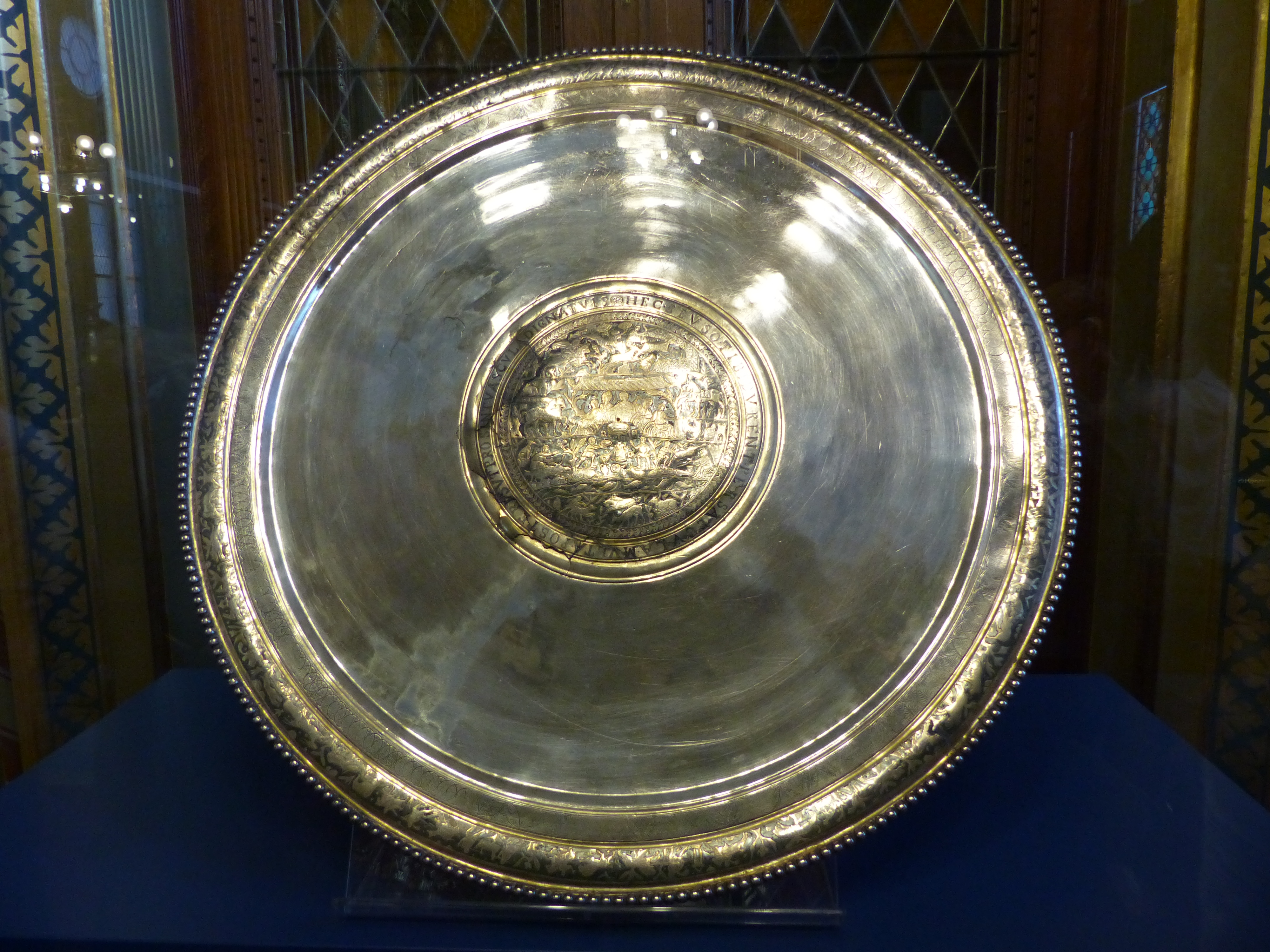
Vadásztál
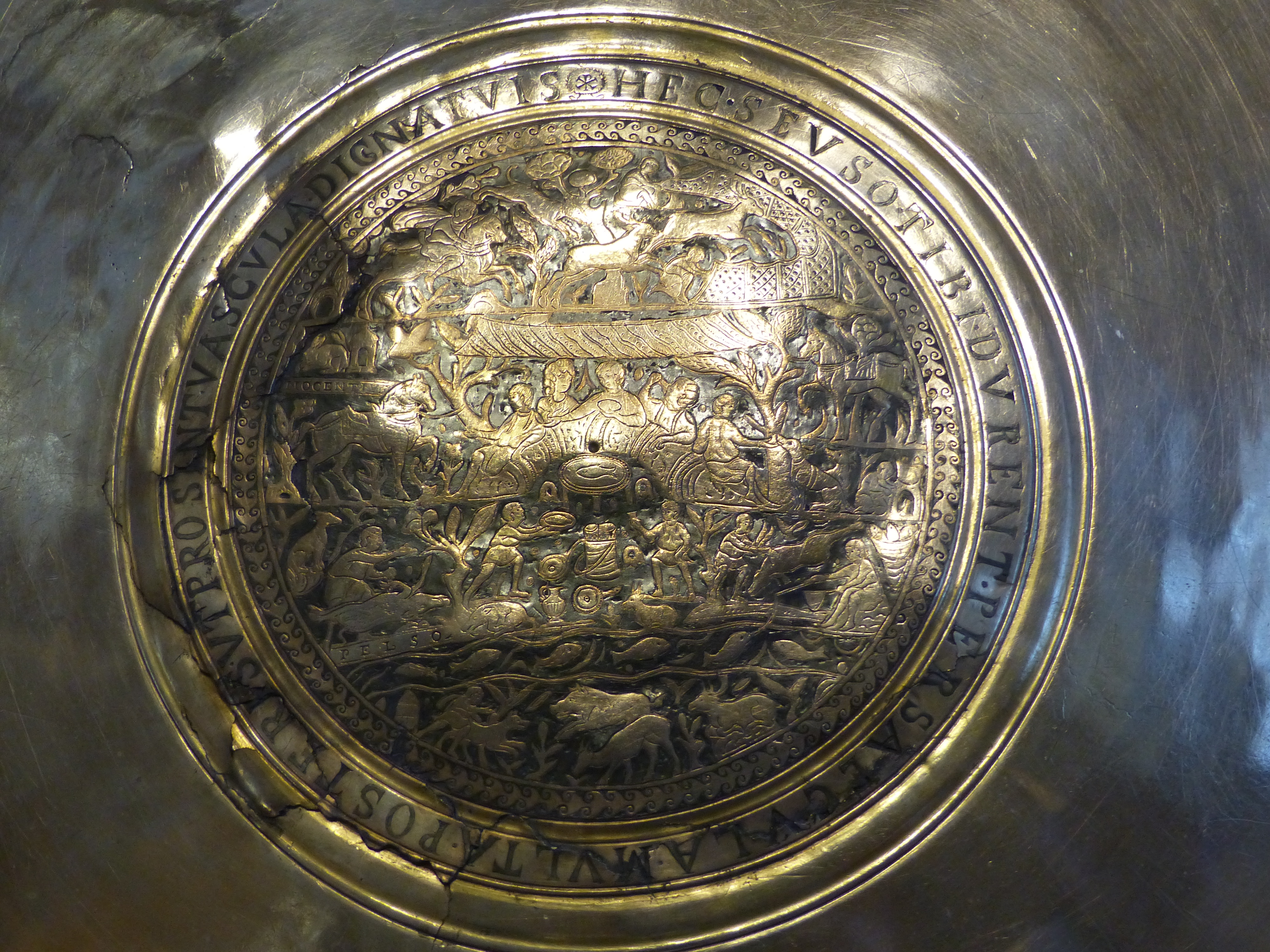
Vadásztál (részlet)
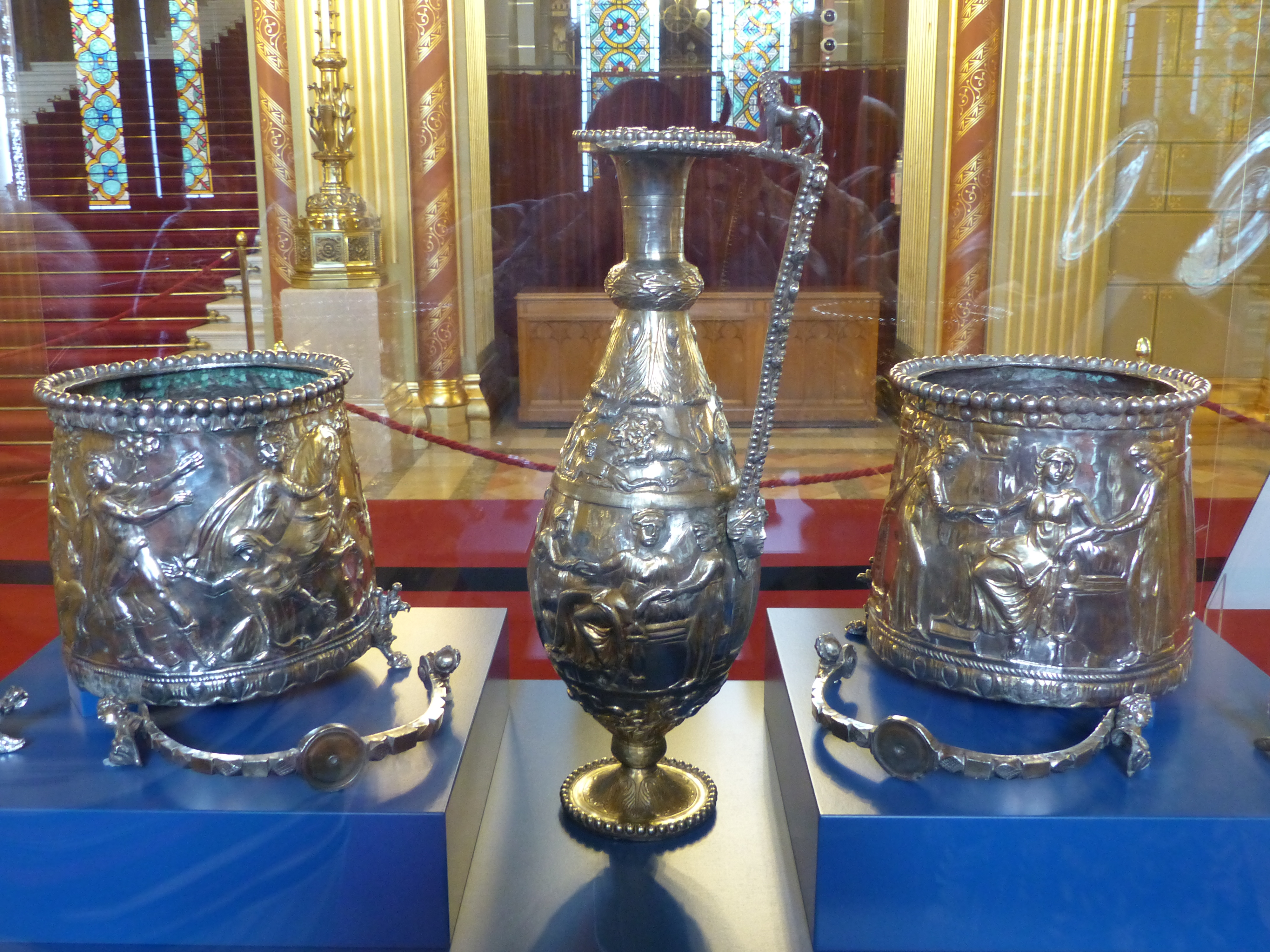
Hippolytus-készlet
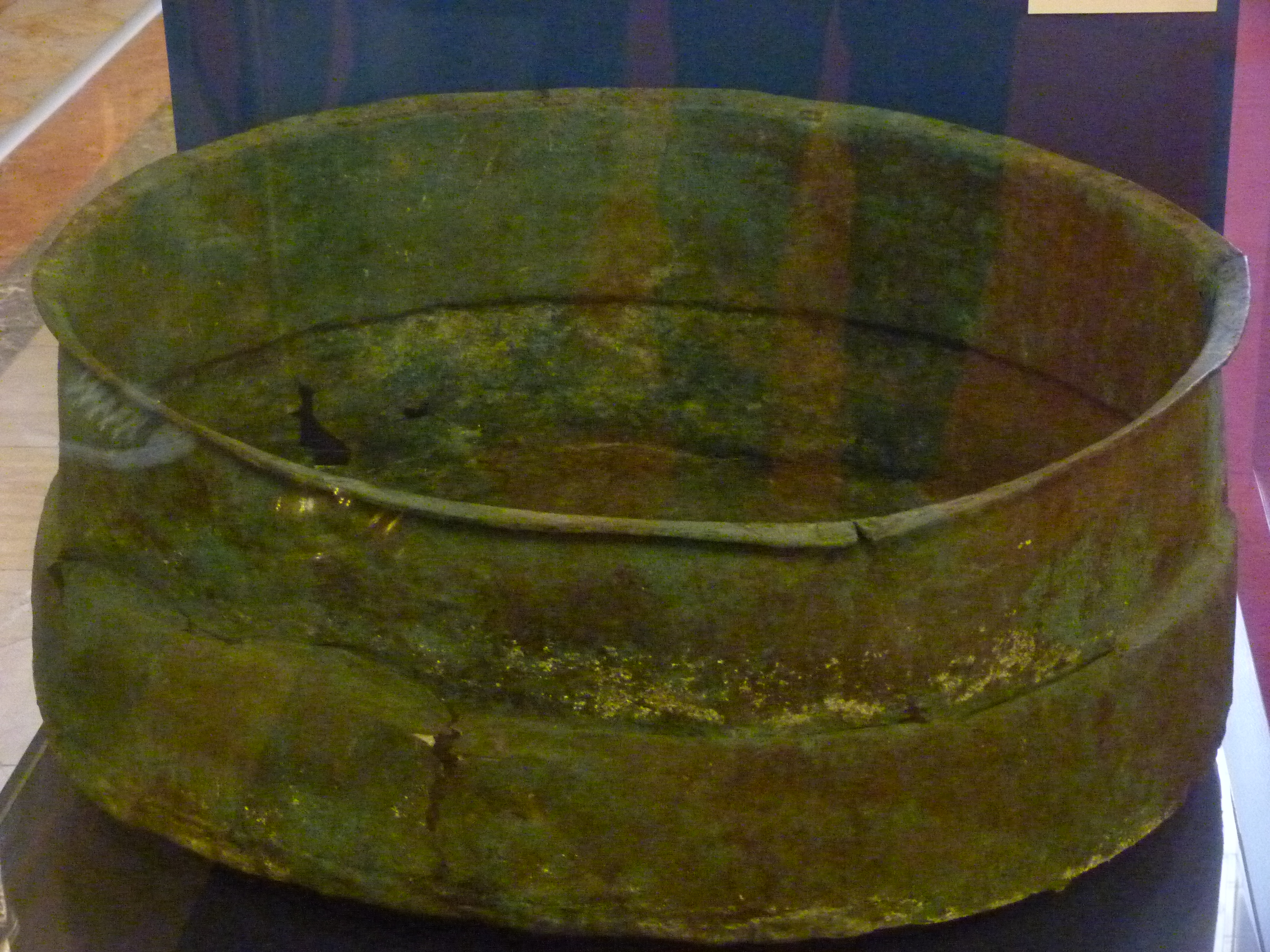
Az üst, amiben a kincset megtalálták

### Film
- Dézsy Zoltán: A Seuso-kincsek rejtélye, magyar dokumentumfilm, 68 perc, 1996
- Dézsy Zoltán: Seuso II. YouTube, magyar dokumentumfilm, 90 perc, 2016